# Campeonato de Tercera División 2025 (Argentina)
El Campeonato de Tercera División 2025 es la septuagésima sexta edición del campeonato en la era profesional.
Es disputado por las reservas de los clubes directamente afiliados y algunos indirectamente afiliados de la Primera Nacional, y de los clubes de Primera B y Primera C, divididos en tres torneos exclusivos para cada categoría.

## Equipos participantes

### Tercera Nacional
| Equipo                 | Localidad            | Estadio                                       | Capacidad |
| ---------------------- | -------------------- | --------------------------------------------- | --------- |
| Agropecuario Argentino | Carlos Casares       | Ofelia Rosenzuaig                             | 8000      |
| All Boys               | Buenos Aires         | Islas Malvinas                                | 21 500    |
| Almagro                | José Ingenieros      | Tres de Febrero                               | 19 000    |
| Almirante Brown        | San Justo            | Fragata Presidente Sarmiento Ciudad Deportiva | 25 000    |
| Arsenal                | Sarandí              | Julio Humberto Grondona                       | 16 300    |
| Atlanta                | Buenos Aires         | Don León Kolbowsky                            | 18 000    |
| Chacarita Juniors      | Villa Maipú          | Chacarita Juniors                             | 26 530    |
| Colegiales             | Munro                | Libertarios Unidos                            | 6000      |
| Defensores de Belgrano | Buenos Aires         | Juan Pasquale Predio Los Cardales             | 10 000    |
| Defensores Unidos      | Zárate               | Mario Losinno                                 | 6000      |
| Estudiantes            | Caseros              | Ciudad de Caseros                             | 16 740    |
| Gimnasia y Esgrima     | Mendoza              | Víctor Antonio Legrotaglie                    | 14 000    |
| Los Andes              | Lomas de Zamora      | Eduardo Gallardón Predio Villa Albertina      | 35 000    |
| Mitre                  | Santiago del Estero  | Doctores José y Antonio Castiglione           | 21 000    |
| Morón                  | Morón                | Nuevo Francisco Urbano                        | 32 000    |
| Nueva Chicago          | Buenos Aires         | Nueva Chicago                                 | 25 000    |
| Quilmes                | Quilmes              | Centenario Ciudad de Quilmes                  | 32 200    |
| San Miguel             | Los Polvorines       | Malvinas Argentinas                           | 7176      |
| San Telmo              | Isla Maciel          | Doctor Osvaldo Baletto                        | 10 000    |
| Talleres               | Remedios de Escalada | Pablo Comelli                                 | 13 000    |
| Temperley              | Turdera              | Alfredo Beranger                              | 26 000    |
| Tristán Suárez         | Tristán Suárez       | 20 de Octubre                                 | 7500      |

#### Distribución geográfica de los equipos
| Jurisdicción                             | Cant. | Equipos |
| ---------------------------------------- | ----- | --- |
| Conurbano bonaerense                     | 14    | Almagro, Almirante Brown, Arsenal, Chacarita Juniors, Colegiales, Estudiantes, Los Andes, Morón, Quilmes, San Miguel, San Telmo, Talleres, Temperley y Tristán Suárez. |
| Ciudad de Buenos Aires                   | 5     | All Boys, Atlanta, Defensores de Belgrano, Ferro Carril Oeste y Nueva Chicago.                                                                                         |
| Interior de la provincia de Buenos Aires | 2     | Agropecuario Argentino y Defensores Unidos |
| Provincia de Mendoza                     | 1     | Gimnasia y Esgrima |
| Provincia de Santiago del Estero         | 1     | Mitre |

### Tercera B
| Equipo               | Localidad           | Estadio                                               | Capacidad |
| -------------------- | ------------------- | ----------------------------------------------------- | --------- |
| Acassuso             | Boulogne            | La Quema                                              | 1500      |
| Argentino            | Merlo               | Juan Carlos Brieva                                    | 11 000    |
| Argentino de Quilmes | Quilmes             | Argentino de Quilmes                                  | 7000      |
| Armenio              | Ingeniero Maschwitz | Armenia                                               | 10 500    |
| Brown                | Adrogué             | Lorenzo Arandilla                                     | 4500      |
| Comunicaciones       | Buenos Aires        | Alfredo Ramos                                         | 3500      |
| Deportivo Laferrere  | Laferrere           | Ciudad de Laferrere Polideportivo Nestor Sánchez      | 13 000    |
| Dock Sud             | Dock Sud            | De los Inmigrantes                                    | 5000      |
| Excursionistas       | Buenos Aires        | Excursionistas                                        | 7200      |
| Fénix                | Buenos Aires        | No posee                                              | -         |
| Ferrocarril Midland  | Libertad            | Ciudad de Libertad                                    | 6000      |
| Flandria             | Jáuregui            | Carlos V                                              | 5000      |
| Italiano             | Ciudad Evita        | República de Italia                                   | 7000      |
| Liniers              | San Justo           | Juan Antonio Arias                                    | 3500      |
| Merlo                | Parque San Martín   | José Manuel Moreno Predio El Remanso                  | 10 000    |
| Real Pilar           | Pilar               | Carlos Barraza                                        | 10 000    |
| Sacachispas          | Buenos Aires        | Beto Larrosa                                          | 4000      |
| San Martín           | Burzaco             | Francisco Boga                                        | 6500      |
| UAI Urquiza          | Villa Lynch         | Monumental de Villa Lynch                             | 1000      |
| Villa Dálmine        | Campana             | El Coliseo de Mitre y Puccini Predio Héctor Fillopski | 11 250    |
| Villa San Carlos     | Berisso             | Genacio Sálice                                        | 6000      |

| 1. |

#### Distribución geográfica de los equipos
| Jurisdicción                             | Cant. | Equipos |
| ---------------------------------------- | ----- | --- |
| Conurbano bonaerense                     | 13    | Acassuso, Argentino (M), Argentino de Quilmes, Armenio, Brown, Deportivo Laferrere, Dock Sud, Ferrocarril Midland, Italiano, Liniers, Merlo, San Martín y UAI Urquiza |
| Ciudad de Buenos Aires                   | 4     | Comunicaciones, Excursionistas, Fénix y Sacachispas |
| Interior de la provincia de Buenos Aires | 3     | Flandria, Real Pilar y Villa Dálmine |
| Gran La Plata                            | 1     | Villa San Carlos |

### Tercera C
| Equipo                   | Ciudad            | Estadio                                | Capacidad |
| ------------------------ | ----------------- | -------------------------------------- | --------- |
| Argentino                | Rosario           | José Martín Olaeta                     | 6800      |
| Atlas                    | General Rodríguez | Ricardo Puga                           | 2500      |
| Barracas                 | Buenos Aires      | Tres de Febrero Predio Suterh          | 19 000    |
| Berazategui              | Berazategui       | Norman Lee                             | 10 000    |
| Camioneros               | 9 de Abril        | Hugo Moyano Predio Luis Guillón        | 5000      |
| Cañuelas                 | Cañuelas          | Jorge Arin                             | 1500      |
| Central Ballester        | José León Suárez  | Predio Cacique                         | 1100      |
| Claypole                 | Claypole          | Rodolfo Capocasa Predio Liar Sport     | 3000      |
| Defensores de Cambaceres | Ensenada          | 12 de Octubre                          | 8500      |
| Español                  | Buenos Aires      | Nueva España                           | 32 500    |
| Español                  | Villa Sarmiento   | Carlos Sacaan                          | 3500      |
| Deportivo Paraguayo      | Buenos Aires      | Deportivo Paraguayo                    | 3000      |
| El Porvenir              | Gerli             | Gildo Francisco Ghersinich             | 14 000    |
| Estrella del Sur         | Alejandro Korn    | Lorenzo Arandilla                      | 4500      |
| General Lamadrid         | Buenos Aires      | Enrique Sexto                          | 3500      |
| Ituzaingó                | Ituzaingó         | Carlos Sacaan                          | 3500      |
| Justo José de Urquiza    | Loma Hermosa      | Ramón Roque Martín                     | 2500      |
| Juventud Unida           | San Miguel        | Ciudad de San Miguel Predio Los Indios | 3200      |
| Leandro N. Alem          | General Rodríguez | Leandro N. Alem                        | 4000      |
| Lugano                   | Tapiales          | José María Moraños                     | 1500      |
| Luján                    | Luján             | 1.º de Abril                           | 2000      |
| Muñiz                    | Muñiz             | Ciudad de San Miguel                   | 3200      |
| Puerto Nuevo             | Campana           | Rubén Carlos Vallejos                  | 1000      |
| Victoriano Arenas        | Valentín Alsina   | Saturnino Moure                        | 1500      |
| Yupanqui                 | Ciudad Evita      | Ciudad Evita                           | 700       |

|  |

#### Distribución geográfica de los equipos
| Jurisdicción                             | Cant. | Equipos |
| ---------------------------------------- | ----- | --- |
| Conurbano bonaerense                     | 13    | Berazategui, Camioneros, Central Ballester, Claypole, El Porvenir, Español, Ituzaingó, Justo José de Urquiza, Juventud Unida, Lugano, Muñiz, Victoriano Arenas y Yupanqui |
| Interior de la provincia de Buenos Aires | 6     | Atlas, Cañuelas, Estrella del Sur, Leandro N. Alem, Luján y Puerto Nuevo                                                                                                  |
| Ciudad de Buenos Aires                   | 4     | Barracas, Deportivo Paraguayo, Español y General Lamadrid |
| Ciudad de Rosario                        | 1     | Argentino |
| Gran La Plata                            | 1     | Defensores de Cambaceres |

## Sistema de disputa

### Tercera Nacional
Los equipos se enfrentan bajo el sistema de todos contra todos a una rueda. El equipo que más puntos obtenga se consagrará campeón.

### Tercera B
El certamen se dividió en dos torneos denominados Apertura y Clausura, que se disputaron del siguiente modo:
- Fase de zonas: Los equipos fueron divididos en dos zonas, una de diez equipos y otra de once equipos, donde se enfrentan bajo el sistema de todos contra todos a una rueda. Los tres mejores de cada zona avanzarán a la fase final.
- Fase final: Los clasificados se enfrentarán a eliminación directa a único partido. El ganador de cada zona avanzará directamente a semifinales. El ganador del torneo avanzará a la final.
- Final: los ganadores de los dos torneos se enfrentarán a único partido en estadio neutral, consagrando a un campeón.[30]

### Tercera C
Los equipos fueron divididos en dos zonas, una de doce equipos y otra de trece equipos, donde se enfrentan bajo el sistema de todos contra todos a dos ruedas. Los tres mejores de cada zona avanzarán a la fase final, avanzando directamente a semifinales el ganador de cada zona, y se enfrentarán a eliminación directa, a único partido, hasta consagrar a un campeón.

## Tercera Nacional

### Tabla de posiciones
| Pos. | Equipo                 | Pts. | PJ | PG | PE | PP | GF | GC | Dif. |
| ---- | ---------------------- | ---- | -- | -- | -- | -- | -- | -- | ---- |
| 1.º  | Quilmes                | 30   | 13 | 10 | 0  | 3  | 38 | 11 | 27   |
| 2.º  | Chacarita Juniors      | 30   | 13 | 9  | 3  | 1  | 26 | 17 | 9    |
| 3.º  | Tristán Suárez         | 26   | 14 | 7  | 5  | 2  | 22 | 10 | 12   |
| 4.º  | Nueva Chicago          | 26   | 13 | 7  | 5  | 1  | 13 | 4  | 9    |
| 5.º  | Gimnasia y Esgrima (M) | 26   | 13 | 8  | 2  | 3  | 17 | 11 | 6    |
| 6.º  | Agropecuario Argentino | 23   | 14 | 6  | 5  | 3  | 17 | 11 | 6    |
| 7.º  | Estudiantes            | 20   | 14 | 5  | 5  | 4  | 25 | 24 | 1    |
| 8.º  | Atlanta                | 19   | 13 | 5  | 4  | 4  | 18 | 17 | 1    |
| 9.º  | San Telmo              | 19   | 13 | 5  | 4  | 4  | 18 | 18 | 0    |
| 10.º | Talleres               | 19   | 14 | 5  | 4  | 5  | 10 | 13 | −3   |
| 11.º | Colegiales             | 19   | 14 | 5  | 4  | 5  | 11 | 18 | −7   |
| 12.º | Deportivo Morón        | 18   | 13 | 4  | 6  | 3  | 15 | 10 | 5    |
| 13.º | San Miguel             | 18   | 13 | 5  | 3  | 5  | 14 | 15 | −1   |
| 14.º | Arsenal                | 17   | 12 | 4  | 5  | 3  | 15 | 14 | 1    |
| 15.º | All Boys               | 17   | 13 | 5  | 2  | 6  | 16 | 18 | −2   |
| 16.º | Temperley              | 15   | 13 | 3  | 6  | 4  | 11 | 12 | −1   |
| 17.º | Almagro                | 11   | 13 | 3  | 2  | 8  | 13 | 26 | −13  |
| 18.º | Almirante Brown        | 10   | 13 | 2  | 4  | 7  | 10 | 15 | −5   |
| 19.º | Mitre (SdE)            | 10   | 14 | 3  | 1  | 10 | 10 | 24 | −14  |
| 20.º | Defensores de Belgrano | 9    | 12 | 1  | 6  | 5  | 11 | 17 | −6   |
| 21.º | Los Andes              | 7    | 13 | 1  | 4  | 8  | 10 | 18 | −8   |
| 22.º | Defensores Unidos      | 4    | 13 | 0  | 4  | 9  | 9  | 26 | −17  |

|  | El equipo que ocupe esta posición al finalizar la disputa se consagrará campeón. |

#### Evolución de las posiciones
| Equipo / Fecha         | 1    | 2    | 3    | 4    | 5    | 6    | 7    | 8    | 9    | 10   | 11   | 12   | 13   | 14 | 15 | 16 | 17 | 18 | 19 | 20 | 21 |
| ---------------------- | ---- | ---- | ---- | ---- | ---- | ---- | ---- | ---- | ---- | ---- | ---- | ---- | ---- | -- | -- | -- | -- | -- | -- | -- | -- |
| Agropecuario Argentino | 3.º  | 5.º  | 8.º  | 11.º | 12.º | 8.º  | 6.º  | 9.º  | 6.º  | 4.º  | 6.º  | 6.º  | 6.º  |    |    |    |    |    |    |    |    |
| All Boys               | 3.º  | 4.º  | 3.º  | 5.º  | 8.º  | 11.º | 13.º | 11.º | 9.º  | 10.º | 7.º  | 10.º | 11.º |    |    |    |    |    |    |    |    |
| Almagro                | 22.º | 22.º | 22.º | 22.º | 22.º | 22.º | 22.º | 22.º | 22.º | 22.º | 21.º | 20.º | 20.º |    |    |    |    |    |    |    |    |
| Almirante Brown        | 6.º  | 10.º | 7.º  | 12.º | 16.º | 16.º | 17.º | 18.º | 15.º | 17.º | 17.º | 17.º | 17.º |    |    |    |    |    |    |    |    |
| Arsenal                | 6.º  | 2.º  | 6.º  | 4.º  | 6.º  | 4.º  | 1.º  | 3.º  | 5.º  | 7.º  | 8.º  | 9.º  | 10.º |    |    |    |    |    |    |    |    |
| Atlanta                | 20.º | 7.º  | 4.º  | 3.º  | 1.º  | 2.º  | 6.º  | 6.º  | 7.º  | 8.º  | 9.º  | 7.º  | 7.º  |    |    |    |    |    |    |    |    |
| Chacarita Juniors      | 6.º  | 20.º | 12.º | 9.º  | 11.º | 6.º  | 3.º  | 4.º  | 1.º  | 3.º  | 3.º  | 2.º  | 3.º  |    |    |    |    |    |    |    |    |
| Colegiales             | 14.º | 19.º | 11.º | 8.º  | 10.º | 12.º | 14.º | 14.º | 16.º | 15.º | 15.º | 14.º | 15.º |    |    |    |    |    |    |    |    |
| Defensores de Belgrano | 12.º | 12.º | 15.º | 18.º | 18.º | 18.º | 15.º | 19.º | 19.º | 19.º | 18.º | 18.º | 18.º |    |    |    |    |    |    |    |    |
| Defensores Unidos      | 14.º | 12.º | 20.º | 20.º | 20.º | 20.º | 21.º | 21.º | 21.º | 21.º | 22.º | 22.º | 22.º |    |    |    |    |    |    |    |    |
| Estudiantes            | 2.º  | 9.º  | 5.º  | 6.º  | 3.º  | 5.º  | 10.º | 10.º | 12.º | 14.º | 11.º | 8.º  | 8.º  |    |    |    |    |    |    |    |    |
| Gimnasia y Esgrima (M) | 6.º  | 17.º | 10.º | 7.º  | 4.º  | 1.º  | 2.º  | 1.º  | 2.º  | 1.º  | 1.º  | 4.º  | 1.º  |    |    |    |    |    |    |    |    |
| Los Andes              | 12.º | 12.º | 17.º | 19.º | 19.º | 19.º | 20.º | 20.º | 20.º | 20.º | 20.º | 21.º | 21.º |    |    |    |    |    |    |    |    |
| Mitre (SdE)            | 18.º | 16.º | 21.º | 21.º | 21.º | 21.º | 19.º | 17.º | 18.º | 18.º | 19.º | 19.º | 19.º |    |    |    |    |    |    |    |    |
| Deportivo Morón        | 14.º | 15.º | 18.º | 14.º | 15.º | 15.º | 12.º | 13.º | 11.º | 11.º | 13.º | 11.º | 12.º |    |    |    |    |    |    |    |    |
| Nueva Chicago          | 5.º  | 5.º  | 2.º  | 1.º  | 2.º  | 3.º  | 5.º  | 7.º  | 4.º  | 6.º  | 5.º  | 3.º  | 5.º  |    |    |    |    |    |    |    |    |
| Quilmes                | 1.º  | 1.º  | 1.º  | 2.º  | 5.º  | 7.º  | 4.º  | 2.º  | 3.º  | 2.º  | 2.º  | 1.º  | 2.º  |    |    |    |    |    |    |    |    |
| San Miguel             | 14.º | 3.º  | 9.º  | 16.º | 17.º | 17.º | 18.º | 15.º | 14.º | 12.º | 10.º | 13.º | 13.º |    |    |    |    |    |    |    |    |
| San Telmo              | 6.º  | 21.º | 12.º | 10.º | 9.º  | 10.º | 8.º  | 8.º  | 13.º | 12.º | 14.º | 12.º | 9.º  |    |    |    |    |    |    |    |    |
| Talleres               | 21.º | 18.º | 19.º | 12.º | 7.º  | 9.º  | 9.º  | 5.º  | 8.º  | 9.º  | 12.º | 15.º | 14.º |    |    |    |    |    |    |    |    |
| Temperley              | 6.º  | 11.º | 15.º | 17.º | 13.º | 14.º | 16.º | 16.º | 17.º | 16.º | 16.º | 16.º | 16.º |    |    |    |    |    |    |    |    |
| Tristán Suárez         | 18.º | 7.º  | 14.º | 15.º | 14.º | 13.º | 11.º | 12.º | 10.º | 5.º  | 4.º  | 5.º  | 4.º  |    |    |    |    |    |    |    |    |

1. 1 2  Tienen un partido pendiente de la 13.ª fecha.
2. 1 2  Tuvieron un partido pendiente entre la 6.ª y la 13.ª fecha.
3. 1 2  Tienen un partido pendiente de la 13.ª fecha.
4. 1 2  Tuvieron un partido pendiente entre la 6.ª y la 13.ª fecha.
5. 1 2  Tienen un partido pendiente de la 13.ª fecha.
6. 1 2  Tienen un partido pendiente de la 9.ª fecha.
7. 1 2  Tuvieron un partido pendiente entre la 5.ª y la 13.ª fecha.
8. 1 2  Tienen un partido pendiente de la 13.ª fecha.
9. 1 2  Tuvieron un partido pendiente entre la 5.ª y la 13.ª fecha.
10. 1 2  Tienen un partido pendiente de la 10.ª fecha.
11. 1 2  Tienen un partido pendiente de la 13.ª fecha.
12. 1 2  Tuvieron un partido pendiente entre la 5.ª y la 13.ª fecha.
13. 1 2  Tuvieron un partido pendiente entre la 6.ª y la 13.ª fecha.
14. 1 2  Tienen un partido pendiente de la 13.ª fecha.
15. 1 2  Tuvieron un partido pendiente entre la 6.ª y la 13.ª fecha.
16. 1 2  Tuvieron un partido pendiente entre la 6.ª y la 13.ª fecha.
17. 1 2  Tienen un partido pendiente de la 13.ª fecha.
18. 1 2  Tuvieron un partido pendiente entre la 6.ª y la 13.ª fecha.

### Resultados
| Fecha 1                | Fecha 1   | Fecha 1                | Fecha 1                     | Fecha 1     | Fecha 1 |
| Local                  | Resultado | Visitante              | Estadio                     | Fecha       | Hora    |
| ---------------------- | --------- | ---------------------- | --------------------------- | ----------- | ------- |
| Estudiantes            | 2 - 0     | Talleres               | Predio de Estudiantes       | 15 de abril | 11:00   |
| San Telmo              | 2 - 2     | Chacarita Juniors      | Estadio Dr. Osvaldo Baletto | 15 de abril | 13:00   |
| San Miguel             | 0 - 0     | Deportivo Morón        | Predio auxiliar             | 16 de abril | 9:00    |
| Defensores de Belgrano | 1 - 1     | Los Andes              | Predio Los Cardales         | 16 de abril | 10:30   |
| Quilmes                | 8 - 1     | Almagro                | Predio de Quilmes           | 16 de abril | 11:00   |
| Atlanta                | 0 - 1     | Nueva Chicago          | Predio de Atlanta           | 16 de abril | 12:00   |
| Agropecuario Argentino | 2 - 1     | Tristán Suárez         | Predio auxiliar             | 16 de abril | 13:00   |
| Temperley              | 2 - 2     | Gimnasia y Esgrima (M) | Predio auxiliar             | 16 de abril | 13:00   |
| Almirante Brown        | 2 - 2     | Arsenal                | Ciudad Deportiva            | 17 de abril | 12:00   |
| All Boys               | 2 - 1     | Mitre (SdE)            | Predio de Comunicaciones    | 17 de abril | 12:00   |
| Colegiales             | 0 - 0     | Defensores Unidos      | Estadio Enrique Sexto       | 17 de abril | 14:00   |

| Fecha 2                | Fecha 2   | Fecha 2                | Fecha 2                     | Fecha 2     | Fecha 2 |
| Local                  | Resultado | Visitante              | Estadio                     | Fecha       | Hora    |
| ---------------------- | --------- | ---------------------- | --------------------------- | ----------- | ------- |
| Quilmes                | 6 - 0     | Estudiantes            | Predio de Quilmes           | 22 de abril | 11:00   |
| Chacarita Juniors      | 1 - 4     | Atlanta                | Predio de Chacarita Juniors | 22 de abril | 14:00   |
| Gimnasia y Esgrima (M) | 1 - 3     | San Miguel             | Predio de Real Pilar        | 23 de abril | 11:00   |
| Almagro                | 0 - 0     | Agropecuario Argentino | Predio de Almagro           | 23 de abril | 14:00   |
| Deportivo Morón        | 1 - 1     | Defensores de Belgrano | Predio de Deportivo Morón   | 24 de abril | 10:00   |
| Nueva Chicago          | 1 - 1     | Temperley              | Predio de Deportivo Español | 24 de abril | 11:00   |
| Mitre (SdE)            | 2 - 2     | Almirante Brown        | Predio de UAI Urquiza       | 24 de abril | 12:00   |
| Tristán Suárez         | 3 - 0     | San Telmo              | Predio de Tristán Suárez    | 24 de abril | 14:00   |
| Los Andes              | 1 - 1     | All Boys               | Predio Villa Albertina      | 24 de abril | 14:00   |
| Arsenal                | 2 - 0     | Colegiales             | Predio auxiliar             | 24 de abril | 14:00   |
| Defensores Unidos      | 2 - 2     | Talleres               | Predio de Defensores Unidos | 24 de abril | 14:00   |

| Fecha 3                | Fecha 3   | Fecha 3                | Fecha 3                    | Fecha 3     | Fecha 3 |
| Local                  | Resultado | Visitante              | Estadio                    | Fecha       | Hora    |
| ---------------------- | --------- | ---------------------- | -------------------------- | ----------- | ------- |
| Talleres               | 0 - 0     | Arsenal                | Predio auxiliar            | 29 de abril | 10:00   |
| Estudiantes            | 5 - 1     | Defensores Unidos      | Predio de Estudiantes      | 29 de abril | 11:00   |
| Colegiales             | 1 - 0     | Mitre (SdE)            | Estadio Libertarios Unidos | 29 de abril | 11:00   |
| San Telmo              | 2 - 1     | Almagro                | Predio de Villegas         | 29 de abril | 11:00   |
| San Miguel             | 0 - 2     | Nueva Chicago          | Predio auxiliar            | 29 de abril | 12:00   |
| Defensores de Belgrano | 1 - 2     | Gimnasia y Esgrima (M) | Predio Los Cardales        | 30 de abril | 11:00   |
| Temperley              | 0 - 1     | Chacarita Juniors      | Predio auxiliar            | 30 de abril | 11:00   |
| Atlanta                | 2 - 1     | Tristán Suárez         | Predio de Atlanta          | 30 de abril | 12:00   |
| Almirante Brown        | 1 - 0     | Los Andes              | Ciudad Deportiva           | 30 de abril | 13:00   |
| All Boys               | 1 - 0     | Deportivo Morón        | Predio de Comunicaciones   | 30 de abril | 13:00   |
| Agropecuario Argentino | 3 - 4     | Quilmes                | Predio auxiliar            | 30 de abril | 13:00   |

| Fecha 4                | Fecha 4   | Fecha 4                | Fecha 4                     | Fecha 4    | Fecha 4 |
| Local                  | Resultado | Visitante              | Estadio                     | Fecha      | Hora    |
| ---------------------- | --------- | ---------------------- | --------------------------- | ---------- | ------- |
| Deportivo Morón        | 1 - 0     | Almirante Brown        | Predio de Deportivo Morón   | 13 de mayo | 9:30    |
| Quilmes                | 0 - 1     | San Telmo              | Predio de Quilmes           | 14 de mayo | 11:00   |
| Gimnasia y Esgrima (M) | 1 - 0     | All Boys               | Predio de Deportivo Español | 14 de mayo | 11:00   |
| Agropecuario Argentino | 1 - 1     | Estudiantes            | Predio auxiliar             | 14 de mayo | 13:00   |
| Tristán Suárez         | 0 - 0     | Temperley              | Predio de Tristán Suárez    | 14 de mayo | 14:00   |
| Chacarita Juniors      | 2 - 1     | San Miguel             | Predio Ernesto Duchini      | 14 de mayo | 14:00   |
| Almagro                | 1 - 2     | Atlanta                | Predio de Almagro           | 14 de mayo | 15:00   |
| Nueva Chicago          | 1 - 0     | Defensores de Belgrano | Predio de Nueva Chicago     | 15 de mayo | 12:00   |
| Mitre (SdE)            | 1 - 3     | Talleres               | Predio de UAI Urquiza       | 15 de mayo | 13:00   |
| Los Andes              | 0 - 1     | Colegiales             | Predio Villa Albertina      | 15 de mayo | 14:00   |
| Arsenal                | 2 - 1     | Defensores Unidos      | Predio auxiliar             | 15 de mayo | 14:00   |

| Fecha 5                | Fecha 5   | Fecha 5                | Fecha 5                     | Fecha 5     | Fecha 5 |
| Local                  | Resultado | Visitante              | Estadio                     | Fecha       | Hora    |
| ---------------------- | --------- | ---------------------- | --------------------------- | ----------- | ------- |
| San Telmo              | 1 - 1     | Agropecuario Argentino | Predio de Liniers           | 21 de mayo  | 11:00   |
| Almirante Brown        | 0 - 1     | Gimnasia y Esgrima (M) | Ciudad Deportiva            | 21 de mayo  | 12:00   |
| Atlanta                | 2 - 1     | Quilmes                | Predio auxiliar             | 21 de mayo  | 12:00   |
| All Boys               | 0 - 0     | Nueva Chicago          | Estadio Islas Malvinas      | 21 de mayo  | 13:00   |
| Talleres               | 1 - 0     | Los Andes              | Predio de Talleres          | 22 de mayo  | 11:00   |
| Estudiantes            | 3 - 1     | Arsenal                | Predio de Estudiantes       | 22 de mayo  | 12:00   |
| San Miguel             | 0 - 0     | Tristán Suárez         | Predio auxiliar             | 22 de mayo  | 14:00   |
| Temperley              | 2 - 1     | Almagro                | Predio auxiliar             | 22 de mayo  | 15:00   |
| Defensores Unidos      | 0 - 1     | Mitre (SdE)            | Predio de Defensores Unidos | 29 de julio | 11:00   |
| Colegiales             | 0 - 0     | Deportivo Morón        | Estadio Libertarios Unidos  | 29 de julio | 13:00   |
| Defensores de Belgrano | 2 - 3     | Chacarita Juniors      | Predio Los Cardales         | 30 de julio | 10:30   |

| Fecha 6                | Fecha 6   | Fecha 6                | Fecha 6                     | Fecha 6      | Fecha 6 |
| Local                  | Resultado | Visitante              | Estadio                     | Fecha        | Hora    |
| ---------------------- | --------- | ---------------------- | --------------------------- | ------------ | ------- |
| Gimnasia y Esgrima (M) | 4 - 0     | Colegiales             | Predio de Deportivo Español | 28 de mayo   | 11:00   |
| Agropecuario Argentino | 1 - 0     | Atlanta                | Predio auxiliar             | 29 de mayo   | 13:00   |
| Mitre (SdE)            | 0 - 1     | Arsenal                | Predio de UAI Urquiza       | 29 de mayo   | 13:00   |
| Tristán Suárez         | 0 - 0     | Defensores de Belgrano | Predio de Tristán Suárez    | 29 de mayo   | 14:00   |
| Chacarita Juniors      | 3 - 0     | All Boys               | Predio de Chacarita Juniors | 29 de mayo   | 14:00   |
| San Telmo              | 2 - 2     | Estudiantes            | Predio de Liniers           | 12 de agosto | 12:00   |
| Nueva Chicago          | 1 - 0     | Almirante Brown        | Predio de Nueva Chicago     | 12 de agosto | 12:00   |
| Almagro                | 1 - 0     | San Miguel             | Predio de Almagro           | 13 de agosto | 14:00   |
| Deportivo Morón        | 0 - 0     | Talleres               | Predio de Deportivo Morón   | 14 de agosto | 10:00   |
| Quilmes                | 2 - 0     | Temperley              | Predio de Quilmes           | 14 de agosto | 11:00   |
| Los Andes              | 3 - 1     | Defensores Unidos      | Predio Villa Albertina      | 14 de agosto | 14:00   |

| Fecha 7                | Fecha 7   | Fecha 7                | Fecha 7                     | Fecha 7    | Fecha 7 |
| Local                  | Resultado | Visitante              | Estadio                     | Fecha      | Hora    |
| ---------------------- | --------- | ---------------------- | --------------------------- | ---------- | ------- |
| Colegiales             | 0 - 0     | Nueva Chicago          | Estadio Libertarios Unidos  | 3 de junio | 13:00   |
| Defensores de Belgrano | 3 - 1     | Almagro                | Predio Los Cardales         | 4 de junio | 10:30   |
| Estudiantes            | 1 - 2     | Mitre (SdE)            | Predio de Estudiantes       | 4 de junio | 11:00   |
| Talleres               | 1 - 0     | Gimnasia y Esgrima (M) | Predio auxiliar             | 4 de junio | 11:00   |
| Atlanta                | 0 - 3     | San Telmo              | Predio de Atlanta           | 4 de junio | 12:30   |
| Temperley              | 1 - 2     | Agropecuario Argentino | Predio auxiliar             | 4 de junio | 15:00   |
| Defensores Unidos      | 0 - 2     | Deportivo Morón        | Predio de Defensores Unidos | 5 de junio | 10:30   |
| Almirante Brown        | 0 - 1     | Chacarita Juniors      | Predio de Almirante Brown   | 5 de junio | 12:00   |
| San Miguel             | 1 - 3     | Quilmes                | Predio auxiliar             | 5 de junio | 12:00   |
| All Boys               | 1 - 2     | Tristán Suárez         | Estadio Islas Malvinas      | 5 de junio | 13:00   |
| Arsenal                | 2 - 1     | Los Andes              | Predio auxiliar             | 5 de junio | 14:00   |

| Fecha 8                | Fecha 8   | Fecha 8                | Fecha 8                     | Fecha 8     | Fecha 8 |
| Local                  | Resultado | Visitante              | Estadio                     | Fecha       | Hora    |
| ---------------------- | --------- | ---------------------- | --------------------------- | ----------- | ------- |
| Deportivo Morón        | 1 - 1     | Arsenal                | Predio Heroes 2009          | 10 de junio | 10:00   |
| Gimnasia y Esgrima (M) | 1 - 0     | Defensores Unidos      | Predio de Deportivo Español | 11 de junio | 11:30   |
| San Telmo              | 1 - 1     | Temperley              | Estadio Dr. Osvaldo Baletto | 11 de junio | 13:00   |
| Tristán Suárez         | 1 - 1     | Almirante Brown        | Predio de Tristán Suárez    | 11 de junio | 14:00   |
| Almagro                | 1 - 3     | All Boys               | Predio de Almagro           | 11 de junio | 15:00   |
| Quilmes                | 5 - 1     | Defensores de Belgrano | Predio de Quilmes           | 12 de junio | 11:00   |
| Atlanta                | 2 - 2     | Estudiantes            | Predio de Atlanta           | 12 de junio | 12:00   |
| Chacarita Juniors      | 2 - 2     | Colegiales             | Predio Ernesto Duchini      | 12 de junio | 12:00   |
| Nueva Chicago          | 0 - 1     | Talleres               | Predio de Nueva Chicago     | 12 de junio | 12:00   |
| Agropecuario Argentino | 0 - 1     | San Miguel             | Predio auxiliar             | 12 de junio | 14:00   |
| Los Andes              | 0 - 1     | Mitre (SdE)            | Predio Villa Albertina      | 12 de junio | 14:00   |

| Fecha 9                | Fecha 9   | Fecha 9                | Fecha 9                        | Fecha 9     | Fecha 9     |
| Local                  | Resultado | Visitante              | Estadio                        | Fecha       | Hora        |
| ---------------------- | --------- | ---------------------- | ------------------------------ | ----------- | ----------- |
| Colegiales             | 0 - 1     | Tristán Suárez         | Estadio Libertarios Unidos     | 17 de junio | 13:00       |
| Almirante Brown        | 2 - 0     | Almagro                | Ciudad Deportiva               | 17 de junio | 14:00       |
| Estudiantes            | 1 - 1     | Los Andes              | Predio de Estudiantes          | 18 de junio | 12:00       |
| Temperley              | 0 - 0     | Atlanta                | Predio de Liga Valle de Beraca | 18 de junio | 14:00       |
| Defensores de Belgrano | 0 - 1     | Agropecuario Argentino | Predio de Comunicaciones       | 19 de junio | 9:30        |
| Talleres               | 1 - 3     | Chacarita Juniors      | Predio auxiliar                | 19 de junio | 11:00       |
| San Miguel             | 2 - 0     | San Telmo              | Predio auxiliar                | 19 de junio | 11:00       |
| All Boys               | 1 - 0     | Quilmes                | Predio de Comunicaciones       | 19 de junio | 12:00       |
| Mitre (SdE)            | 0 - 2     | Deportivo Morón        | Predio de UAI Urquiza          | 19 de junio | 13:00       |
| Defensores Unidos      | 1 - 2     | Nueva Chicago          | Predio auxiliar                | 19 de junio | 15:00       |
| Arsenal                | -         | Gimnasia y Esgrima (M) |                                | A confirmar | A confirmar |

| Fecha 10               | Fecha 10  | Fecha 10               | Fecha 10                       | Fecha 10    | Fecha 10    |
| Local                  | Resultado | Visitante              | Estadio                        | Fecha       | Hora        |
| ---------------------- | --------- | ---------------------- | ------------------------------ | ----------- | ----------- |
| Gimnasia y Esgrima (M) | 2 - 0     | Mitre (SdE)            | Predio de Deportivo Español    | 25 de junio | 11:30       |
| Nueva Chicago          | 0 - 0     | Arsenal                | Predio de Nueva Chicago        | 25 de junio | 12:00       |
| Agropecuario Argentino | 2 - 0     | All Boys               | Predio auxiliar                | 25 de junio | 14:00       |
| Temperley              | 3 - 1     | Estudiantes            | Predio de Liga Valle de Beraca | 25 de junio | 15:00       |
| Deportivo Morón        | 1 - 1     | Los Andes              | Predio Heroes 2009             | 26 de junio | 10:00       |
| Quilmes                | 3 - 1     | Almirante Brown        | Predio de Quilmes              | 26 de junio | 11:00       |
| Chacarita Juniors      | 1 - 1     | Defensores Unidos      | Predio Ernesto Duchini         | 26 de junio | 12:00       |
| Atlanta                | 2 - 2     | San Miguel             | Predio de Atlanta              | 26 de junio | 12:00       |
| Tristán Suárez         | 2 - 0     | Talleres               | Predio de Tristán Suárez       | 26 de junio | 13:00       |
| Almagro                | 2 - 3     | Colegiales             | Predio de Pontevedra           | 26 de junio | 14:00       |
| San Telmo              | -         | Defensores de Belgrano | Predio de Liniers              | A confirmar | A confirmar |

| Fecha 11               | Fecha 11  | Fecha 11               | Fecha 11                    | Fecha 11   | Fecha 11 |
| Local                  | Resultado | Visitante              | Estadio                     | Fecha      | Hora     |
| ---------------------- | --------- | ---------------------- | --------------------------- | ---------- | -------- |
| Colegiales             | 0 - 3     | Quilmes                | Estadio Ciudad de Libertad  | 1 de julio | 13:00    |
| Defensores de Belgrano | 1 - 1     | Atlanta                | Predio Los Cardales         | 2 de julio | 10:30    |
| Estudiantes            | 4 - 3     | Deportivo Morón        | Predio de Estudiantes       | 2 de julio | 11:00    |
| Almirante Brown        | 0 - 0     | Agropecuario Argentino | Ciudad Deportiva            | 2 de julio | 13:00    |
| Los Andes              | 1 - 2     | Gimnasia y Esgrima (M) | Predio Villa Albertina      | 3 de julio | 11:00    |
| Talleres               | 0 - 1     | Almagro                | Predio auxiliar             | 3 de julio | 11:00    |
| San Miguel             | 1 - 0     | Temperley              | Predio auxiliar             | 3 de julio | 12:00    |
| Mitre                  | 0 - 3     | Nueva Chicago          | Predio de UAI Urquiza       | 3 de julio | 13:00    |
| Defensores Unidos      | 1 - 3     | Tristán Suárez         | Predio de Defensores Unidos | 3 de julio | 13:00    |
| Arsenal                | 2 - 3     | Chacarita Juniors      | Predio auxiliar             | 3 de julio | 14:00    |
| All Boys               | 3 - 1     | San Telmo              | Estadio Islas Malvinas      | 3 de julio | 14:00    |

| Fecha 12               | Fecha 12  | Fecha 12               | Fecha 12                     | Fecha 12   | Fecha 12 |
| Local                  | Resultado | Visitante              | Estadio                      | Fecha      | Hora     |
| ---------------------- | --------- | ---------------------- | ---------------------------- | ---------- | -------- |
| San Telmo              | 2 - 1     | Almirante Brown        | Estadio Dr. Osvaldo Baletto  | 8 de julio | 14:00    |
| Agropecuario Argentino | 1 - 2     | Colegiales             | Predio auxiliar              | 8 de julio | 14:00    |
| Almagro                | 1 - 1     | Defensores Unidos      | Predio auxiliar              | 8 de julio | 15:00    |
| Gimnasia y Esgrima (M) | 0 - 3     | Deportivo Morón        | Predio de Deportivo Español  | 9 de julio | 11:00    |
| Quilmes                | 2 - 0     | Talleres               | Predio de Quilmes            | 9 de julio | 11:00    |
| San Miguel             | 0 - 2     | Estudiantes            | Predio auxiliar              | 9 de julio | 12:00    |
| Atlanta                | 3 - 2     | All Boys               | Predio de Atlanta            | 9 de julio | 12:00    |
| Chacarita Juniors      | 2 - 1     | Mitre (SdE)            | Estadio de Chacarita Juniors | 9 de julio | 12:00    |
| Nueva Chicago          | 2 - 1     | Los Andes              | Predio de Nueva Chicago      | 9 de julio | 12:00    |
| Tristán Suárez         | 2 - 2     | Arsenal                | Predio de Tristán Suárez     | 9 de julio | 13:00    |
| Temperley              | 0 - 0     | Defensores de Belgrano | Predio auxiliar              | 9 de julio | 15:00    |

| Fecha 13               | Fecha 13  | Fecha 13               | Fecha 13                    | Fecha 13    | Fecha 13 |
| Local                  | Resultado | Visitante              | Estadio                     | Fecha       | Hora     |
| ---------------------- | --------- | ---------------------- | --------------------------- | ----------- | -------- |
| Colegiales             | 1 - 3     | San Telmo              | Estadio Libertarios Unidos  | 15 de julio | 13:00    |
| Estudiantes            | 0 - 1     | Gimnasia y Esgrima (M) | Predio de Estudiantes       | 16 de julio | 11:00    |
| Defensores Unidos      | -         | Quilmes                | Predio de Defensores Unidos | 16 de julio | 11:00    |
| All Boys               | -         | Temperley              | Predio de Comunicaciones    | 16 de julio | 12:00    |
| Deportivo Morón        | -         | Nueva Chicago          | Predio Heroes 2009          | 17 de julio | 10:00    |
| Defensores de Belgrano | -         | San Miguel             | Predio Los Cardales         | 17 de julio | 10:30    |
| Mitre (SdE)            | 1 - 3     | Tristán Suárez         | Predio de UAI Urquiza       | 17 de julio | 13:00    |
| Talleres               | 0 - 0     | Agropecuario Argentino | Predio auxiliar             | 17 de julio | 13:00    |
| Almirante Brown        | -         | Atlanta                | Ciudad Deportiva            | 17 de julio | 13:00    |
| Los Andes              | -         | Chacarita Juniors      | Predio Villa Albertina      | 17 de julio | 14:00    |
| Arsenal                | -         | Almagro                | Predio auxiliar             | 17 de julio | 14:00    |

| Fecha 14               | Fecha 14  | Fecha 14               | Fecha 14                       | Fecha 14    | Fecha 14 |
| Local                  | Resultado | Visitante              | Estadio                        | Fecha       | Hora     |
| ---------------------- | --------- | ---------------------- | ------------------------------ | ----------- | -------- |
| San Miguel             | 3 - 2     | All Boys               | Predio auxiliar                | 22 de julio | 12:00    |
| San Telmo              | 0 - 1     | Talleres               | Estadio Dr. Osvaldo Baletto    | 22 de julio | 14:00    |
| Nueva Chicago          | 0 - 0     | Gimnasia y Esgrima (M) |                                | 23 de julio | 11:00    |
| Almagro                | 2 - 0     | Mitre (SdE)            | Predio auxiliar                | 23 de julio | 13:00    |
| Defensores de Belgrano | 1 - 1     | Estudiantes            | Predio Los Cardales            | 24 de julio | 10:00    |
| Quilmes                | 1 - 0     | Arsenal                | Predio de Quilmes              | 24 de julio | 11:00    |
| Atlanta                | 0 - 1     | Colegiales             | Predio de Atlanta              | 24 de julio | 12:00    |
| Tristán Suárez         | 3 - 0     | Los Andes              | Predio de Tristán Suárez       | 24 de julio | 13:00    |
| Agropecuario Argentino | 3 - 0     | Defensores Unidos      | Predio auxiliar                | 24 de julio | 14:00    |
| Chacarita Juniors      | 2 - 1     | Deportivo Morón        | Estadio de Chacarita Juniors   | 24 de julio | 14:00    |
| Temperley              | 1 - 0     | Almirante Brown        | Predio de Liga Valle de Beraca | 24 de julio | 15:00    |

### Goleadores
| Jugador              | Equipo            | Goles |
| -------------------- | ----------------- | ----- |
| Maximiliano Villalba | Tristán Suárez    | 11    |
| Ezequiel Gerez       | Chacarita Juniors | 8     |
| Gonzalo Miranda      | Atlanta           | 7     |
| Tobias Salas         | Estudiantes       | 7     |

## Tercera B

### Torneo Apertura

#### Zona 1

##### 
| Pos. | Equipo              | Pts. | PJ | PG | PE | PP | GF | GC | Dif. |
| ---- | ------------------- | ---- | -- | -- | -- | -- | -- | -- | ---- |
| 1.º  | Flandria            | 22   | 10 | 7  | 1  | 2  | 18 | 9  | 9    |
| 2.º  | Sacachispas         | 22   | 10 | 7  | 1  | 2  | 21 | 13 | 8    |
| 3.º  | San Martín (B)      | 19   | 10 | 6  | 1  | 3  | 17 | 13 | 4    |
| 4.º  | Excursionistas      | 16   | 10 | 4  | 4  | 2  | 15 | 9  | 6    |
| 5.º  | Villa Dálmine       | 15   | 10 | 5  | 0  | 5  | 9  | 15 | −6   |
| 6.º  | Argentino (M)       | 13   | 9  | 4  | 1  | 4  | 14 | 10 | 4    |
| 7.º  | Dock Sud            | 13   | 10 | 3  | 4  | 3  | 12 | 12 | 0    |
| 8.º  | Armenio             | 11   | 10 | 3  | 2  | 5  | 10 | 12 | −2   |
| 9.º  | Ferrocarril Midland | 10   | 9  | 2  | 4  | 3  | 6  | 10 | −4   |
| 10.º | Fénix               | 6    | 10 | 1  | 3  | 6  | 6  | 15 | −9   |
| 11.º | Sportivo Italiano   | 3    | 10 | 0  | 3  | 7  | 9  | 19 | −10  |

|  | El equipo que ocupe esta posición al finalizar la disputa clasificará a las semifinales de la fase final. |
|  | Los equipos que ocupen estas posiciones al finalizar la disputa clasificarán a la fase final.             |

###### 
| Equipo / Fecha      | 1    | 2    | 3    | 4    | 5    | 6    | 7    | 8    | 9    | 10   | 11   |
| ------------------- | ---- | ---- | ---- | ---- | ---- | ---- | ---- | ---- | ---- | ---- | ---- |
| Argentino (M)       | 1.º  | 2.º  | 5.º  | 3.º  | 4.º  | 4.º  | 2.º  | 4.º  | 5.º  | 6.º  |      |
| Armenio             | 9.º  | 3.º  | 7.º  | 7.º  | 8.º  | 9.º  | 10.º | 8.º  | 9.º  | 8.º  |      |
| Dock Sud            | 4.º  | 7.º  | 9.º  | 10.º | 10.º | 10.º | 8.º  | 9.º  | 8.º  | 7.º  |      |
| Excursionistas      | -    | 7.º  | 3.º  | 4.º  | 5.º  | 6.º  | 4.º  | 6.º  | 3.º  | 4.º  |      |
| Fénix               | 8.º  | 3.º  | 6.º  | 5.º  | 7.º  | 8.º  | 9.º  | 10.º | 10.º | 10.º | 10.º |
| Ferrocarril Midland | 4.º  | 6.º  | 8.º  | 9.º  | 6.º  | 7.º  | 6.º  | 7.º  | 7.º  | 9.º  |      |
| Flandria            | 4.º  | 7.º  | 4.º  | 6.º  | 3.º  | 3.º  | 5.º  | 3.º  | 2.º  | 2.º  | 1.º  |
| Sportivo Italiano   | 4.º  | 10.º | 10.º | 11.º | 10.º | 11.º | 11.º | 11.º | 11.º | 11.º | 11.º |
| Sacachispas         | 3.º  | 1.º  | 1.º  | 1.º  | 1.º  | 1.º  | 1.º  | 1.º  | 1.º  | 1.º  | 2.º  |
| San Martín (B)      | 2.º  | 5.º  | 2.º  | 2.º  | 2.º  | 2.º  | 3.º  | 2.º  | 4.º  | 3.º  | 3.º  |
| Villa Dálmine       | 10.º | 11.º | 11.º | 8.º  | 9.º  | 5.º  | 7.º  | 5.º  | 6.º  | 5.º  |      |

1. 1 2  Tuvieron un partido pendiente entre la 2.ª y la 6.ª fecha.
2. 1 2  Tuvieron un partido pendiente entre la 3.ª y la 8.ª fecha.
3. 1 2  Tuvieron un partido pendiente entre la 7.ª y la 10.ª fecha.

##### 
| Fecha 1               | Fecha 1   | Fecha 1             | Fecha 1                    | Fecha 1    | Fecha 1 |
| Local                 | Resultado | Visitante           | Estadio                    | Fecha      | Hora    |
| --------------------- | --------- | ------------------- | -------------------------- | ---------- | ------- |
| Armenio               | 0 - 1     | Sacachispas         | Estadio Armenia            | 3 de abril | 10:00   |
| San Martín (B)        | 2 - 1     | Fénix               | Predio de San Martín       | 3 de abril | 13:00   |
| Argentino (M)         | 5 - 0     | Villa Dálmine       | Predio auxiliar            | 3 de abril | 14:00   |
| Dock Sud              | 0 - 0     | Ferrocarril Midland | Estadio de Los Inmigrantes | 3 de abril | 15:00   |
| Flandria              | 0 - 0     | Sportivo Italiano   | Predio auxiliar            | 3 de abril | 15:30   |
| Libre: Excursionistas |           |                     |                            |            |         |

| Fecha 2             | Fecha 2   | Fecha 2        | Fecha 2                     | Fecha 2     | Fecha 2 |
| Local               | Resultado | Visitante      | Estadio                     | Fecha       | Hora    |
| ------------------- | --------- | -------------- | --------------------------- | ----------- | ------- |
| Sacachispas         | 2 - 0     | San Martín (B) | Predio auxiliar             | 9 de abril  | 10:00   |
| Ferrocarril Midland | 0 - 0     | Excursionistas | Estadio Ciudad de Libertad  | 9 de abril  | 12:00   |
| Sportivo Italiano   | 1 - 2     | Armenio        | Estadio República de Italia | 9 de abril  | 13:00   |
| Fénix               | 1 - 0     | Argentino (M)  | Predio de San Alejo         | 10 de abril | 10:00   |
| Villa Dálmine       | 2 - 1     | Dock Sud       | Predio Héctor Fillopski     | 14 de mayo  | 14:00   |
| Libre: Flandria     |           |                |                             |             |         |

| Fecha 3                    | Fecha 3   | Fecha 3           | Fecha 3                    | Fecha 3     | Fecha 3 |
| Local                      | Resultado | Visitante         | Estadio                    | Fecha       | Hora    |
| -------------------------- | --------- | ----------------- | -------------------------- | ----------- | ------- |
| Armenio                    | 0 - 1     | Flandria          | Estadio Armenia            | 15 de abril | 10:00   |
| Excursionistas             | 3 - 0     | Villa Dálmine     | Estadio de Excursionistas  | 15 de abril | 12:30   |
| San Martín (B)             | 5 - 2     | Sportivo Italiano | Predio de San Martín       | 15 de abril | 13:00   |
| Argentino (M)              | 1 - 2     | Sacachispas       | Predio auxiliar            | 17 de abril | 14:00   |
| Dock Sud                   | 3 - 0     | Fénix             | Estadio de Los Inmigrantes | 17 de abril | 15:00   |
| Libre: Ferrocarril Midland |           |                   |                            |             |         |

| Fecha 4           | Fecha 4   | Fecha 4             | Fecha 4                 | Fecha 4     | Fecha 4 |
| Local             | Resultado | Visitante           | Estadio                 | Fecha       | Hora    |
| ----------------- | --------- | ------------------- | ----------------------- | ----------- | ------- |
| Sacachispas       | 5 - 2     | Dock Sud            | Predio auxiliar         | 23 de abril | 10:00   |
| Villa Dálmine     | 3 - 0     | Ferrocarril Midland | Predio Héctor Fillopski | 23 de abril | 10:00   |
| Fénix             | 1 - 1     | Excursionistas      | Predio de San Alejo     | 24 de abril | 10:00   |
| Sportivo Italiano | 0 - 1     | Argentino (M)       | Predio auxiliar         | 24 de abril | 10:30   |
| Flandria          | 0 - 1     | San Martín (B)      | Predio auxiliar         | 24 de abril | 15:30   |
| Libre: Armenio    |           |                     |                         |             |         |

| Fecha 5              | Fecha 5   | Fecha 5           | Fecha 5                    | Fecha 5     | Fecha 5 |
| Local                | Resultado | Visitante         | Estadio                    | Fecha       | Hora    |
| -------------------- | --------- | ----------------- | -------------------------- | ----------- | ------- |
| Ferrocarril Midland  | 1 - 0     | Fénix             | Estadio Ciudad de Libertad | 30 de abril | 12:00   |
| Excursionistas       | 1 - 2     | Sacachispas       | Estadio de Excursionistas  | 30 de abril | 12:30   |
| San Martín (B)       | 2 - 1     | Armenio           | Predio Don Orione          | 30 de abril | 13:00   |
| Dock Sud             | 1 - 1     | Sportivo Italiano | Estadio de Los Inmigrantes | 30 de abril | 15:00   |
| Argentino (M)        | 0 - 2     | Flandria          | Predio auxiliar            | 2 de mayo   | 14:00   |
| Libre: Villa Dálmine |           |                   |                            |             |         |

| Fecha 6               | Fecha 6   | Fecha 6             | Fecha 6               | Fecha 6    | Fecha 6 |
| Local                 | Resultado | Visitante           | Estadio               | Fecha      | Hora    |
| --------------------- | --------- | ------------------- | --------------------- | ---------- | ------- |
| Fénix                 | 0 - 1     | Villa Dálmine       | Predio de UAI Urquiza | 8 de mayo  | 13:00   |
| Flandria              | 2 - 0     | Dock Sud            | Predio auxiliar       | 8 de mayo  | 15:30   |
| Sacachispas           | 0 - 0     | Ferrocarril Midland | Predio auxiliar       | 13 de mayo | 10:00   |
| Sportivo Italiano     | 1 - 2     | Excursionistas      | Predio auxiliar       | 13 de mayo | 11:30   |
| Armenio               | 1 - 3     | Argentino (M)       | Estadio Armenia       | 14 de mayo | 10:00   |
| Libre: San Martín (B) |           |                     |                       |            |         |

| Fecha 7             | Fecha 7   | Fecha 7           | Fecha 7                    | Fecha 7     | Fecha 7 |
| Local               | Resultado | Visitante         | Estadio                    | Fecha       | Hora    |
| ------------------- | --------- | ----------------- | -------------------------- | ----------- | ------- |
| Ferrocarril Midland | 2 - 1     | Sportivo Italiano | Estadio Ciudad de Libertad | 21 de mayo  | 12:00   |
| Excursionistas      | 4 - 1     | Flandria          | Estadio de Excursionistas  | 21 de mayo  | 12:30   |
| Dock Sud            | 1 - 0     | Armenio           | Estadio de Los Inmigrantes | 21 de mayo  | 15:30   |
| Argentino (M)       | 3 - 1     | San Martín (B)    | Predio auxiliar            | 22 de mayo  | 14:00   |
| Villa Dálmine       | 1 - 0     | Sacachispas       | Predio Héctor Fillopski    | 23 de junio | 15:00   |
| Libre: Fénix        |           |                   |                            |             |         |

| Fecha 8              | Fecha 8   | Fecha 8             | Fecha 8              | Fecha 8    | Fecha 8 |
| Local                | Resultado | Visitante           | Estadio              | Fecha      | Hora    |
| -------------------- | --------- | ------------------- | -------------------- | ---------- | ------- |
| Flandria             | 2 - 1     | Ferrocarril Midland | Predio auxiliar      | 29 de mayo | 15:30   |
| San Martín (B)       | 1 - 1     | Dock Sud            | Predio de San Martín | 2 de junio | 11:00   |
| Armenio              | 2 - 1     | Excursionistas      | Predio auxiliar      | 3 de junio | 11:00   |
| Sportivo Italiano    | 0 - 1     | Villa Dálmine       | Predio auxiliar      | 4 de junio | 11:00   |
| Sacachispas          | 3 - 0     | Fénix               | Predio auxiliar      | 5 de junio | 10:00   |
| Libre: Argentino (M) |           |                     |                      |            |         |

| Fecha 9             | Fecha 9   | Fecha 9           | Fecha 9                    | Fecha 9     | Fecha 9 |
| Local               | Resultado | Visitante         | Estadio                    | Fecha       | Hora    |
| ------------------- | --------- | ----------------- | -------------------------- | ----------- | ------- |
| Fénix               | 1 - 1     | Sportivo Italiano | Predio de San Alejo        | 10 de junio | 10:00   |
| Excursionistas      | 1 - 0     | San Martín (B)    | Estadio de Excursionistas  | 11 de junio | 11:00   |
| Ferrocarril Midland | 1 - 1     | Armenio           | Estadio Ciudad de Libertad | 11 de junio | 12:00   |
| Villa Dálmine       | 0 - 2     | Flandria          | Predio Héctor Fillopski    | 11 de junio | 15:00   |
| Dock Sud            | 2 - 0     | Argentino (M)     | Predio de Portugués        | 12 de junio | 11:00   |
| Libre: Sacachispas  |           |                   |                            |             |         |

| Fecha 10          | Fecha 10  | Fecha 10            | Fecha 10             | Fecha 10    | Fecha 10 |
| Local             | Resultado | Visitante           | Estadio              | Fecha       | Hora     |
| ----------------- | --------- | ------------------- | -------------------- | ----------- | -------- |
| Armenio           | 2 - 0     | Villa Dálmine       | Predio auxiliar      | 18 de junio | 11:00    |
| Sportivo Italiano | 2 - 4     | Sacachispas         | Predio auxiliar      | 18 de junio | 14:30    |
| Argentino (M)     | 1 - 1     | Excursionistas      | Predio auxiliar      | 19 de junio | 14:00    |
| San Martín (B)    | 3 - 1     | Ferrocarril Midland | Predio de San Martín | 19 de junio | 14:00    |
| Flandria          | 2 - 1     | Fénix               | Predio auxiliar      | 19 de junio | 15:30    |
| Libre: Dock Sud   |           |                     |                      |             |          |

| Fecha 11                 | Fecha 11  | Fecha 11       | Fecha 11                    | Fecha 11    | Fecha 11 |
| Local                    | Resultado | Visitante      | Estadio                     | Fecha       | Hora     |
| ------------------------ | --------- | -------------- | --------------------------- | ----------- | -------- |
| Fénix                    | 1 - 1     | Armenio        | Predio de San Alejo         | 24 de junio | 10:00    |
| Excursionistas           | 1 - 1     | Dock Sud       | Estadio de Excursionistas   | 25 de junio | 12:30    |
| Sacachispas              | 2 - 6     | Flandria       | Predio de Deportivo Español | 26 de junio | 12:00    |
| Ferrocarril Midland      | -         | Argentino (M)  | Estadio Ciudad de Libertad  | 26 de junio | 12:00    |
| Villa Dálmine            | 1 - 2     | San Martín (B) | Predio Héctor Fillopski     | 26 de junio | 15:00    |
| Libre: Sportivo Italiano |           |                |                             |             |          |

#### Zona 2

##### 
| Pos. | Equipo               | Pts. | PJ | PG | PE | PP | GF | GC | Dif. |
| ---- | -------------------- | ---- | -- | -- | -- | -- | -- | -- | ---- |
| 1.º  | Comunicaciones       | 20   | 9  | 6  | 2  | 1  | 15 | 4  | 11   |
| 2.º  | Real Pilar           | 16   | 9  | 5  | 1  | 3  | 12 | 6  | 6    |
| 3.º  | Liniers              | 16   | 9  | 4  | 4  | 1  | 9  | 8  | 1    |
| 4.º  | Brown                | 15   | 9  | 4  | 3  | 2  | 10 | 6  | 4    |
| 5.º  | UAI Urquiza          | 14   | 9  | 4  | 2  | 3  | 11 | 7  | 4    |
| 6.º  | Acassuso             | 12   | 9  | 4  | 0  | 5  | 11 | 13 | −2   |
| 7.º  | Argentino de Quilmes | 9    | 9  | 2  | 3  | 4  | 6  | 11 | −5   |
| 8.º  | Merlo                | 9    | 9  | 2  | 3  | 4  | 4  | 12 | −8   |
| 9.º  | Deportivo Laferrere  | 7    | 9  | 2  | 1  | 6  | 7  | 13 | −6   |
| 10.º | Villa San Carlos     | 6    | 9  | 1  | 3  | 5  | 3  | 8  | −5   |

|  | Clasificó a las semifinales de la fase final. |
|  | Clasificaron a la fase final.                 |

###### 
| Equipo / Fecha       | 1    | 2    | 3    | 4    | 5    | 6    | 7    | 8    | 9    |
| -------------------- | ---- | ---- | ---- | ---- | ---- | ---- | ---- | ---- | ---- |
| Acassuso             | 6.º  | 9.º  | 9.º  | 5.º  | 7.º  | 6.º  | 6.º  | 6.º  | 6.º  |
| Argentino de Quilmes | 10.º | 10.º | 10.º | 10.º | 10.º | 9.º  | 8.º  | 7.º  | 7.º  |
| Brown                | 3.º  | 1.º  | 1.º  | 1.º  | 3.º  | 4.º  | 4.º  | 4.º  | 4.º  |
| Comunicaciones       | 7.º  | 6.º  | 4.º  | 4.º  | 2.º  | 2.º  | 2.º  | 1.º  | 1.º  |
| Deportivo Laferrere  | 7.º  | 7.º  | 6.º  | 7.º  | 6.º  | 7.º  | 7.º  | 8.º  | 9.º  |
| Liniers              | 3.º  | 5.º  | 2.º  | 2.º  | 1.º  | 1.º  | 1.º  | 2.º  | 3.º  |
| Merlo                | 3.º  | 3.º  | 8.º  | 9.º  | 9.º  | 10.º | 9.º  | 9.º  | 8.º  |
| Real Pilar           | 2.º  | 3.º  | 5.º  | 6.º  | 5.º  | 5.º  | 5.º  | 5.º  | 2.º  |
| UAI Urquiza          | 1.º  | 2.º  | 3.º  | 3.º  | 4.º  | 3.º  | 3.º  | 3.º  | 5.º  |
| Villa San Carlos     | 7.º  | 8.º  | 7.º  | 8.º  | 8.º  | 8.º  | 10.º | 10.º | 10.º |

1. 1 2  Tuvieron un partido pendiente entre la 3.ª y la 6.ª fecha.
2. 1 2  Tuvieron un partido pendiente en la 7.ª fecha.

##### 
| Fecha 1             | Fecha 1   | Fecha 1              | Fecha 1                      | Fecha 1    | Fecha 1 |
| Local               | Resultado | Visitante            | Estadio                      | Fecha      | Hora    |
| ------------------- | --------- | -------------------- | ---------------------------- | ---------- | ------- |
| Comunicaciones      | 0 - 1     | Merlo                | Estadio Alfredo Ramos        | 1 de abril | 11:00   |
| Real Pilar          | 2 - 1     | Acassuso             | Estadio Carlos Barraza       | 3 de abril | 11:00   |
| Deportivo Laferrere | 0 - 1     | Brown                | Polideportivo Nestor Sánchez | 3 de abril | 11:00   |
| UAI Urquiza         | 4 - 0     | Argentino de Quilmes | Predio de UAI Urquiza        | 3 de abril | 13:00   |
| Villa San Carlos    | 0 - 1     | Liniers              | Predio auxiliar              | 3 de abril | 15:00   |

| Fecha 2              | Fecha 2   | Fecha 2             | Fecha 2                        | Fecha 2     | Fecha 2 |
| Local                | Resultado | Visitante           | Estadio                        | Fecha       | Hora    |
| -------------------- | --------- | ------------------- | ------------------------------ | ----------- | ------- |
| Brown                | 1 - 0     | Acassuso            | Predio de Camioneros           | 8 de abril  | 10:30   |
| Liniers              | 0 - 0     | UAI Urquiza         | Predio auxiliar                | 8 de abril  | 11:30   |
| Villa San Carlos     | 0 - 0     | Real Pilar          | Predio de Villa San Carlos     | 9 de abril  | 15:00   |
| Merlo                | 1 - 1     | Deportivo Laferrere | Predio El Remanso              | 9 de abril  | 15:30   |
| Argentino de Quilmes | 0 - 2     | Comunicaciones      | Predio de Argentino de Quilmes | 11 de abril | 15:00   |

| Fecha 3             | Fecha 3   | Fecha 3              | Fecha 3                      | Fecha 3     | Fecha 3 |
| Local               | Resultado | Visitante            | Estadio                      | Fecha       | Hora    |
| ------------------- | --------- | -------------------- | ---------------------------- | ----------- | ------- |
| Acassuso            | 2 - 0     | Merlo                | Predio auxiliar              | 15 de abril | 15:30   |
| UAI Urquiza         | 0 - 1     | Villa San Carlos     | Predio de UAI Urquiza        | 16 de abril | 13:00   |
| Comunicaciones      | 1 - 1     | Liniers              | Predio auxiliar              | 16 de abril | 15:00   |
| Deportivo Laferrere | 1 - 0     | Argentino de Quilmes | Polideportivo Néstor Sánchez | 17 de abril | 11:00   |
| Real Pilar          | 2 - 0     | Brown                | Estadio Carlos Barraza       | 12 de mayo  | 11:00   |

| Fecha 4              | Fecha 4   | Fecha 4             | Fecha 4                        | Fecha 4     | Fecha 4 |
| Local                | Resultado | Visitante           | Estadio                        | Fecha       | Hora    |
| -------------------- | --------- | ------------------- | ------------------------------ | ----------- | ------- |
| Merlo                | 0 - 4     | Brown               | Predio El Remanso              | 22 de abril | 14:00   |
| UAI Urquiza          | 2 - 1     | Real Pilar          | Predio de UAI Urquiza          | 23 de abril | 13:00   |
| Liniers              | 3 - 2     | Deportivo Laferrere | Predio auxiliar                | 24 de abril | 10:30   |
| Villa San Carlos     | 0 - 2     | Comunicaciones      | Predio de Villa San Carlos     | 24 de abril | 15:00   |
| Argentino de Quilmes | 0 - 2     | Acassuso            | Predio de Argentino de Quilmes | 24 de abril | 15:00   |

| Fecha 5             | Fecha 5   | Fecha 5              | Fecha 5                      | Fecha 5     | Fecha 5 |
| Local               | Resultado | Visitante            | Estadio                      | Fecha       | Hora    |
| ------------------- | --------- | -------------------- | ---------------------------- | ----------- | ------- |
| Brown               | 0 - 0     | Argentino de Quilmes | Predio auxiliar              | 29 de abril | 14:00   |
| Comunicaciones      | 3 - 0     | UAI Urquiza          | Predio auxiliar              | 29 de abril | 15:00   |
| Real Pilar          | 1 - 0     | Merlo                | Predio de Real Pilar         | 30 de abril | 11:00   |
| Acassuso            | 1 - 2     | Liniers              | Predio auxiliar              | 30 de abril | 11:00   |
| Deportivo Laferrere | 1 - 0     | Villa San Carlos     | Polideportivo Nestor Sánchez | 2 de mayo   | 11:00   |

| Fecha 6              | Fecha 6   | Fecha 6             | Fecha 6                         | Fecha 6    | Fecha 6 |
| Local                | Resultado | Visitante           | Estadio                         | Fecha      | Hora    |
| -------------------- | --------- | ------------------- | ------------------------------- | ---------- | ------- |
| Liniers              | 2 - 1     | Brown               | Predio auxiliar                 | 7 de mayo  | 10:30   |
| UAI Urquiza          | 2 - 0     | Deportivo Laferrere | Predio de UAI Urquiza           | 7 de mayo  | 13:00   |
| Villa San Carlos     | 0 - 1     | Acassuso            | Predio auxiliar                 | 15 de mayo | 15:00   |
| Comunicaciones       | 2 - 1     | Real Pilar          | Predio auxiliar                 | 15 de mayo | 15:00   |
| Argentino de Quilmes | 4 - 1     | Merlo               | Estadio de Argentino de Quilmes | 15 de mayo | 15:00   |

| Fecha 7             | Fecha 7   | Fecha 7              | Fecha 7                      | Fecha 7    | Fecha 7 |
| Local               | Resultado | Visitante            | Estadio                      | Fecha      | Hora    |
| ------------------- | --------- | -------------------- | ---------------------------- | ---------- | ------- |
| Acassuso            | 1 - 3     | UAI Urquiza          | Predio auxiliar              | 21 de mayo | 11:00   |
| Merlo               | 0 - 0     | Liniers              | Predio El Remanso            | 21 de mayo | 15:30   |
| Real Pilar          | 0 - 1     | Argentino de Quilmes | Estadio Carlos Barraza       | 22 de mayo | 11:00   |
| Brown               | 2 - 1     | Villa San Carlos     | Predio de Camioneros         | 22 de mayo | 13:00   |
| Deportivo Laferrere | 0 - 1     | Comunicaciones       | Polideportivo Nestor Sánchez | 9 de junio | 12:00   |

| Fecha 8             | Fecha 8   | Fecha 8              | Fecha 8                      | Fecha 8    | Fecha 8 |
| Local               | Resultado | Visitante            | Estadio                      | Fecha      | Hora    |
| ------------------- | --------- | -------------------- | ---------------------------- | ---------- | ------- |
| UAI Urquiza         | 0 - 0     | Brown                | Predio de UAI Urquiza        | 28 de mayo | 13:00   |
| Liniers             | 0 - 0     | Argentino de Quilmes | Predio auxiliar              | 29 de mayo | 10:00   |
| Villa San Carlos    | 0 - 0     | Merlo                | Predio auxiliar              | 2 de junio | 15:00   |
| Deportivo Laferrere | 0 - 2     | Real Pilar           | Polideportivo Néstor Sánchez | 3 de junio | 12:00   |
| Comunicaciones      | 3 - 0     | Acassuso             | Predio auxiliar              | 3 de junio | 15:00   |

| Fecha 9              | Fecha 9   | Fecha 9             | Fecha 9                        | Fecha 9     | Fecha 9 |
| Local                | Resultado | Visitante           | Estadio                        | Fecha       | Hora    |
| -------------------- | --------- | ------------------- | ------------------------------ | ----------- | ------- |
| Merlo                | 1 - 0     | UAI Urquiza         | Predio El Remanso              | 11 de junio | 17:00   |
| Real Pilar           | 3 - 0     | Liniers             | Predio de Real Pilar           | 12 de junio | 11:00   |
| Acassuso             | 3 - 2     | Deportivo Laferrere | Predio auxiliar                | 12 de junio | 11:30   |
| Brown                | 1 - 1     | Comunicaciones      | Predio de Brown                | 12 de junio | 14:00   |
| Argentino de Quilmes | 1 - 1     | Villa San Carlos    | Predio de Argentino de Quilmes | 12 de junio | 15:00   |

#### Fase final

##### 
El equipo de arriba ejerció de local.
|  | Cuartos de final | Cuartos de final | Cuartos de final |                |       | Semifinales | Semifinales | Semifinales |  |                | Final          | Final | Final |  |
|  |                  |                  |                  |                |       |             |             |             |  |                |                |       |       |  |
|  |                  |                  |                  |                |       |             |             |             |  |                |                |       |       |  |
|  |                  |                  |                  |                |       |             |             |             |  |                |                |       |       |  |
|  |                  |                  |                  |                |       |             |             |             |  |                |                |       |       |  |
|  |                  |                  |                  |                |       |             |             |             |  |                |                |       |       |  |
|  |                  | 1B               | Comunicaciones   | 1 (4)          |       |             |             |             |  |                |                |       |       |  |
|  |                  |                  |                  | 1 (4)          |       |             |             |             |  |                |                |       |       |  |
|  |                  |                  |                  | Sacachispas    | 1 (3) |             |             |             |  |                |                |       |       |  |
|  | 2A               | Sacachispas      | 3                | Sacachispas    | 1 (3) |             |             |             |  |                |                |       |       |  |
|  | 2A               | Sacachispas      | 3                |                |       |             |             |             |  |                |                |       |       |  |
|  | 3B               | Liniers          | 2                |                |       |             |             |             |  |                |                |       |       |  |
|  | 3B               | Liniers          | 2                |                |       |             |             |             |  | Comunicaciones | Comunicaciones | 0     |       |  |
|  |                  |                  |                  |                |       |             |             |             |  | Comunicaciones | Comunicaciones | 0     |       |  |
|  |                  |                  | Flandria         | Flandria       | 2     |             |             |             |  |                |                |       |       |  |
|  |                  |                  | Flandria         | Flandria       | 2     |             |             |             |  |                |                |       |       |  |
|  |                  |                  |                  |                |       |             |             |             |  |                |                |       |       |  |
|  |                  |                  |                  |                |       |             |             |             |  |                |                |       |       |  |
|  |                  | 1A               | Flandria         | 0 (4)          |       |             |             |             |  |                |                |       |       |  |
|  |                  |                  |                  | 0 (4)          |       |             |             |             |  |                |                |       |       |  |
|  |                  |                  |                  | San Martín (B) | 0 (2) |             |             |             |  |                |                |       |       |  |
|  | 2B               | Real Pilar       | 1                | San Martín (B) | 0 (2) |             |             |             |  |                |                |       |       |  |
|  | 2B               | Real Pilar       | 1                |                |       |             |             |             |  |                |                |       |       |  |
|  | 3A               | San Martín (B)   | 4                |                |       |             |             |             |  |                |                |       |       |  |
|  | 3A               | San Martín (B)   | 4                |                |       |             |             |             |  |                |                |       |       |  |
|  |                  |                  |                  |                |       |             |             |             |  |                |                |       |       |  |

| 1 de julio, 10:00 | Sacachispas                               | 3:2 (0:0) | Liniers                          | Predio auxiliar, Buenos Aires |  |
|                   | Magnano 66' · Cristaldo 75' · Rigalli 89' |           | 59' Gayoso Romero · 90' Mansilla |                               |  |

| 3 de julio, 11:00 | Real Pilar | 1:4 | San Martín (B) | Predio de Real Pilar, Pilar |  |

| 7 de julio, 15:00 | Comunicaciones | 1:1 (0:0) (4:3 p.)         | Sacachispas | Estadio Alfredo Ramos, Buenos Aires |  |
|                   | Lagiglia 90'+3' |                            | 76' Arrieta |                                     |  |
|                   | | Tiros desde el punto penal | |                                     |  |
|                   | Acierto de penal · Acierto de penal · Fallo de penal (atajado) · Acierto de penal · Fallo de penal (atajado) · Acierto de penal |                            | Acierto de penal · Fallo de penal · Acierto de penal · Acierto de penal · Fallo de penal (desviado) · Fallo de penal (desviado) |                                     |  |

| 10 de julio, 15:30 | Flandria | 0:0 (4:2 p.) | San Martín (B) | Predio auxiliar, Jáuregui |  |

| 15 de julio, 14:00 | Comunicaciones | 0:2 (0:1) | Flandria            | Estadio Alfredo Ramos, Buenos Aires |  |
|                    |                |           | 45', 72' De la Riva |                                     |  |

### Torneo Clausura

#### Zona 1

##### 
| Pos. | Equipo              | Pts. | PJ | PG | PE | PP | GF | GC | Dif. |
| ---- | ------------------- | ---- | -- | -- | -- | -- | -- | -- | ---- |
| 1.º  | Argentino (M)       | 8    | 4  | 2  | 2  | 0  | 3  | 0  | 3    |
| 2.º  | Fénix               | 7    | 4  | 2  | 1  | 1  | 8  | 3  | 5    |
| 3.º  | Excursionistas      | 7    | 3  | 2  | 1  | 0  | 5  | 2  | 3    |
| 4.º  | Armenio             | 7    | 3  | 2  | 1  | 0  | 4  | 1  | 3    |
| 5.º  | Flandria            | 6    | 3  | 2  | 0  | 1  | 6  | 1  | 5    |
| 6.º  | Ferrocarril Midland | 6    | 3  | 2  | 0  | 1  | 5  | 3  | 2    |
| 7.º  | Sacachispas         | 4    | 4  | 1  | 1  | 2  | 2  | 4  | −2   |
| 8.º  | Sportivo Italiano   | 4    | 4  | 1  | 1  | 2  | 2  | 5  | −3   |
| 9.º  | Dock Sud            | 3    | 4  | 1  | 0  | 3  | 2  | 7  | −5   |
| 10.º | San Martín (B)      | 3    | 4  | 1  | 0  | 3  | 2  | 9  | −7   |
| 11.º | Villa Dálmine       | 1    | 4  | 0  | 1  | 3  | 2  | 6  | −4   |

|  | El equipo que ocupe esta posición al finalizar la disputa clasificará a las semifinales de la fase final. |
|  | Los equipos que ocupen estas posiciones al finalizar la disputa clasificarán a la fase final.             |

###### 
| Equipo / Fecha      | 1    | 2    | 3    | 4    | 5 | 6 | 7 | 8 | 9 | 10 | 11 |
| ------------------- | ---- | ---- | ---- | ---- | - | - | - | - | - | -- | -- |
| Argentino (M)       | 4.º  | 3.º  | 3.º  | 1.º  |   |   |   |   |   |    |    |
| Armenio             | 2.º  | 2.º  | 2.º  | 4.º  |   |   |   |   |   |    |    |
| Dock Sud            | 6.º  | 7.º  | 9.º  | 9.º  |   |   |   |   |   |    |    |
| Excursionistas      | -    | 5.º  | 4.º  | 3.º  |   |   |   |   |   |    |    |
| Fénix               | 1.º  | 1.º  | 1.º  | 2.º  |   |   |   |   |   |    |    |
| Ferrocarril Midland | 4.º  | 6.º  | 6.º  | 6.º  |   |   |   |   |   |    |    |
| Flandria            | 2.º  | 4.º  | 6.º  | 5.º  |   |   |   |   |   |    |    |
| Sportivo Italiano   | 8.º  | 9.º  | 5.º  | 8.º  |   |   |   |   |   |    |    |
| Sacachispas         | 8.º  | 11.º | 11.º | 7.º  |   |   |   |   |   |    |    |
| San Martín (B)      | 10.º | 8.º  | 8.º  | 10.º |   |   |   |   |   |    |    |
| Villa Dálmine       | 6.º  | 10.º | 10.º | 11.º |   |   |   |   |   |    |    |

##### 
| Fecha 1               | Fecha 1   | Fecha 1        | Fecha 1                    | Fecha 1     | Fecha 1 |
| Local                 | Resultado | Visitante      | Estadio                    | Fecha       | Hora    |
| --------------------- | --------- | -------------- | -------------------------- | ----------- | ------- |
| Villa Dálmine         | 0 - 1     | Argentino (M)  | Predio Héctor Fillopski    | 22 de julio | 10:00   |
| Sportivo Italiano     | 0 - 2     | Flandria       | Predio auxiliar            | 23 de julio | 11:00   |
| Ferrocarril Midland   | 1 - 0     | Dock Sud       | Estadio Ciudad de Libertad | 23 de julio | 13:00   |
| Fénix                 | 4 - 1     | San Martín (B) | Predio de Unión del Viso   | 24 de julio | 9:00    |
| Sacachispas           | 0 - 2     | Armenio        | Predio auxiliar            | 24 de julio | 14:00   |
| Libre: Excursionistas |           |                |                            |             |         |

| Fecha 2         | Fecha 2   | Fecha 2             | Fecha 2                    | Fecha 2     | Fecha 2 |
| Local           | Resultado | Visitante           | Estadio                    | Fecha       | Hora    |
| --------------- | --------- | ------------------- | -------------------------- | ----------- | ------- |
| San Martín (B)  | 1 - 0     | Sacachispas         | Predio de San Martín       | 28 de julio | 11:00   |
| Armenio         | 1 - 1     | Sportivo Italiano   | Predio auxiliar            | 29 de julio | 11:00   |
| Excursionistas  | 2 - 1     | Ferrocarril Midland | Estadio de Excursionistas  | 30 de julio | 12:30   |
| Argentino (M)   | 0 - 0     | Fénix               | Predio auxiliar            | 31 de julio | 14:00   |
| Dock Sud        | 1 - 0     | Villa Dálmine       | Estadio de los Inmigrantes | 31 de julio | 15:00   |
| Libre: Flandria |           |                     |                            |             |         |

| Fecha 3                    | Fecha 3   | Fecha 3        | Fecha 3                 | Fecha 3     | Fecha 3 |
| Local                      | Resultado | Visitante      | Estadio                 | Fecha       | Hora    |
| -------------------------- | --------- | -------------- | ----------------------- | ----------- | ------- |
| Sacachispas                | 0 - 0     | Argentino (M)  | Predio auxiliar         | 4 de agosto | 12:00   |
| Sportivo Italiano          | 1 - 0     | San Martín (B) | Predio auxiliar         | 6 de agosto | 11:30   |
| Villa Dálmine              | 1 - 1     | Excursionistas | Predio Héctor Fillopski | 6 de agosto | 14:00   |
| Fénix                      | 4 - 0     | Dock Sud       | Predio de Metalúrgico   | 7 de agosto | 9:00    |
| Flandria                   | 0 - 1     | Armenio        | Predio auxiliar         | 7 de agosto | 15:30   |
| Libre: Ferrocarril Midland |           |                |                         |             |         |

| Fecha 4             | Fecha 4   | Fecha 4           | Fecha 4                    | Fecha 4      | Fecha 4 |
| Local               | Resultado | Visitante         | Estadio                    | Fecha        | Hora    |
| ------------------- | --------- | ----------------- | -------------------------- | ------------ | ------- |
| San Martín (B)      | 0 - 4     | Flandria          | Predio de San Martín       | 11 de agosto | 11:00   |
| Excursionistas      | 2 - 0     | Fénix             | Estadio de Excursionistas  | 12 de agosto | 12:30   |
| Ferrocarril Midland | 3 - 1     | Villa Dálmine     | Estadio Ciudad de Libertad | 12 de agosto | 13:00   |
| Argentino (M)       | 2 - 0     | Sportivo Italiano | Predio auxiliar            | 14 de agosto | 14:00   |
| Dock Sud            | 1 - 2     | Sacachispas       | Estadio de los Inmigrantes | 14 de agosto | 15:00   |
| Libre: Armenio      |           |                   |                            |              |         |

| Fecha 5              | Fecha 5   | Fecha 5   | Fecha 5 | Fecha 5     | Fecha 5     |
| Local                | Resultado | Visitante | Estadio | Fecha       | Hora        |
| -------------------- | --------- | --------- | ------- | ----------- | ----------- |
|                      | -         |           |         | A confirmar | A confirmar |
|                      | -         |           |         | A confirmar | A confirmar |
|                      | -         |           |         | A confirmar | A confirmar |
|                      | -         |           |         | A confirmar | A confirmar |
|                      | -         |           |         | A confirmar | A confirmar |
| Libre: Villa Dálmime |           |           |         |             |             |

#### Zona 2

##### 
| Pos. | Equipo               | Pts. | PJ | PG | PE | PP | GF | GC | Dif. |
| ---- | -------------------- | ---- | -- | -- | -- | -- | -- | -- | ---- |
| 1.º  | Liniers              | 8    | 4  | 2  | 2  | 0  | 6  | 3  | 3    |
| 2.º  | Real Pilar           | 8    | 4  | 2  | 2  | 0  | 6  | 3  | 3    |
| 3.º  | Comunicaciones       | 7    | 3  | 2  | 1  | 0  | 6  | 1  | 5    |
| 4.º  | Deportivo Laferrere  | 6    | 4  | 1  | 3  | 0  | 4  | 3  | 1    |
| 5.º  | Brown                | 5    | 4  | 1  | 2  | 1  | 2  | 2  | 0    |
| 6.º  | Merlo                | 4    | 3  | 1  | 1  | 1  | 4  | 2  | 2    |
| 7.º  | Argentino de Quilmes | 4    | 4  | 1  | 1  | 2  | 6  | 9  | −3   |
| 8.º  | UAI Urquiza          | 3    | 3  | 1  | 0  | 2  | 4  | 7  | −3   |
| 9.º  | Villa San Carlos     | 1    | 3  | 0  | 1  | 2  | 1  | 4  | −3   |
| 10.º | Acassuso             | 1    | 4  | 0  | 1  | 3  | 3  | 8  | −5   |

|  | El equipo que ocupe esta posición al finalizar la disputa clasificará a las semifinales de la fase final. |
|  | Los equipos que ocupen estas posiciones al finalizar la disputa clasificarán a la fase final.             |

###### 
| Equipo / Fecha       | 1   | 2    | 3    | 4 | 5 | 6 | 7 | 8 | 9 |
| -------------------- | --- | ---- | ---- | - | - | - | - | - | - |
| Acassuso             | 5.º | 7.º  | 11.º |   |   |   |   |   |   |
| Argentino de Quilmes | 5.º | 10.º | 10.º |   |   |   |   |   |   |
| Brown                | 5.º | 9.º  | 7.º  |   |   |   |   |   |   |
| Comunicaciones       | -   | 4.º  | 4.º  |   |   |   |   |   |   |
| Deportivo Laferrere  | 3.º | 3.º  | 2.º  |   |   |   |   |   |   |
| Liniers              | 3.º | 1.º  | 1.º  |   |   |   |   |   |   |
| Merlo                | -   | 6.º  | 4.º  |   |   |   |   |   |   |
| Real Pilar           | 1.º | 2.º  | 3.º  |   |   |   |   |   |   |
| UAI Urquiza          | 1.º | 5.º  | 6.º  |   |   |   |   |   |   |
| Villa San Carlos     | 5.º | 7.º  | 8.º  |   |   |   |   |   |   |

1. 1 2  Tienen un partido pendiente de la 1.ª fecha.
2. 1 2  Tienen un partido pendiente de la 3.ª fecha.

##### 
| Fecha 1              | Fecha 1   | Fecha 1             | Fecha 1                        | Fecha 1     | Fecha 1     |
| Local                | Resultado | Visitante           | Estadio                        | Fecha       | Hora        |
| -------------------- | --------- | ------------------- | ------------------------------ | ----------- | ----------- |
| Liniers              | 1 - 0     | Villa San Carlos    | Predio auxiliar                | 23 de julio | 10:00       |
| Acassuso             | 1 - 2     | Real Pilar          | Predio auxiliar                | 23 de julio | 12:00       |
| Brown                | 0 - 1     | Deportivo Laferrere | Predio auxiliar                | 23 de julio | 14:00       |
| Argentino de Quilmes | 1 - 2     | UAI Urquiza         | Predio de Argentino de Quilmes | 23 de julio | 15:00       |
| Merlo                | -         | Comunicaciones      | Predio El Remanso              | A confirmar | A confirmar |

| Fecha 2             | Fecha 2   | Fecha 2              | Fecha 2                      | Fecha 2     | Fecha 2 |
| Local               | Resultado | Visitante            | Estadio                      | Fecha       | Hora    |
| ------------------- | --------- | -------------------- | ---------------------------- | ----------- | ------- |
| Comunicaciones      | 3 - 0     | Argentino de Quilmes | Predio auxiliar              | 30 de julio | 10:00   |
| UAI Urquiza         | 2 - 4     | Liniers              | Predio de UAI Urquiza        | 30 de julio | 13:00   |
| Real Pilar          | 1 - 1     | Villa San Carlos     | Predio de Real Pilar         | 31 de julio | 11:00   |
| Deportivo Laferrere | 1 - 1     | Merlo                | Polideportivo Néstor Sánchez | 31 de julio | 12:00   |
| Acassuso            | 0 - 0     | Brown                | Predio auxiliar              | 31 de julio | 12:00   |

| Fecha 3              | Fecha 3   | Fecha 3             | Fecha 3                        | Fecha 3     | Fecha 3 |
| Local                | Resultado | Visitante           | Estadio                        | Fecha       | Hora    |
| -------------------- | --------- | ------------------- | ------------------------------ | ----------- | ------- |
| Liniers              | 1 - 1     | Comunicaciones      | Predio auxiliar                | 6 de agosto | 10:30   |
| Merlo                | 3 - 0     | Acassuso            | Predio El Remanso              | 6 de agosto | 15:30   |
| Brown                | 1 - 1     | Real Pilar          | Predio auxiliar                | 7 de agosto | 14:00   |
| Argentino de Quilmes | 2 - 2     | Deportivo Laferrere | Predio de Argentino de Quilmes | 7 de agosto | 15:00   |
| Villa San Carlos     | -         | UAI Urquiza         | Predio de Unidos de Olmos      | 7 de agosto | 15:00   |

| Fecha 4             | Fecha 4   | Fecha 4              | Fecha 4                     | Fecha 4      | Fecha 4 |
| Local               | Resultado | Visitante            | Estadio                     | Fecha        | Hora    |
| ------------------- | --------- | -------------------- | --------------------------- | ------------ | ------- |
| Comunicaciones      | 2 - 0     | Villa San Carlos     | Predio auxiliar             | 12 de agosto | 11:00   |
| Real Pilar          | 2 - 0     | UAI Urquiza          | Predio de Real Pilar        | 14 de agosto | 11:00   |
| Deportivo Laferrere | 0 - 0     | Liniers              | Estadio Ciudad de Laferrere | 14 de agosto | 12:00   |
| Acassuso            | 2 - 3     | Argentino de Quilmes | Predio auxiliar             | 14 de agosto | 12:00   |
| Brown               | 1 - 0     | Merlo                | Predio auxiliar             | 14 de agosto | 14:00   |

| Fecha 5              | Fecha 5   | Fecha 5             | Fecha 5                        | Fecha 5      | Fecha 5     |
| Local                | Resultado | Visitante           | Estadio                        | Fecha        | Hora        |
| -------------------- | --------- | ------------------- | ------------------------------ | ------------ | ----------- |
| UAI Urquiza          | 0 - 2     | Comunicaciones      | Predio de UAI Urquiza          | 20 de agosto | 13:00       |
| Merlo                | 5 - 0     | Real Pilar          | Predio El Remanso              | 20 de agosto | 15:30       |
| Villa San Carlos     | -         | Deportivo Laferrere | Predio El Bosquecito           | 21 de agosto | 10:00       |
| Argentino de Quilmes | -         | Brown               | Predio de Argentino de Quilmes | A confirmar  | A confirmar |
| Liniers              | -         | Acassuso            | Predo auxiliar                 | A confirmar  | A confirmar |

| Fecha 6 | Fecha 6   | Fecha 6   | Fecha 6 | Fecha 6     | Fecha 6     |
| Local   | Resultado | Visitante | Estadio | Fecha       | Hora        |
| ------- | --------- | --------- | ------- | ----------- | ----------- |
|         | -         |           |         | A confirmar | A confirmar |
|         | -         |           |         | A confirmar | A confirmar |
|         | -         |           |         | A confirmar | A confirmar |
|         | -         |           |         | A confirmar | A confirmar |
|         | -         |           |         | A confirmar | A confirmar |

### Goleadores
| Jugador             | Equipo        | Goles |
| ------------------- | ------------- | ----- |
| Santiago Miracca    | Flandria      | 8     |
| Alejo Villalba      | Argentino (M) | 6     |
| Santiago Arrieta    | Sacachispas   | 5     |
| Juan Manuel Cestona | Brown         | 5     |
| Juan Cristaldo      | Sacachispas   | 5     |

## Tercera C

### Zona 1

#### Tabla de posiciones
| Pos. | Equipo                   | Pts. | PJ | PG | PE | PP | GF | GC | Dif. |
| ---- | ------------------------ | ---- | -- | -- | -- | -- | -- | -- | ---- |
| 1.º  | Camioneros               | 43   | 16 | 14 | 1  | 1  | 42 | 13 | 29   |
| 2.º  | Yupanqui                 | 33   | 16 | 10 | 3  | 3  | 31 | 16 | 15   |
| 3.º  | Lugano                   | 32   | 16 | 9  | 5  | 2  | 29 | 15 | 14   |
| 4.º  | Deportivo Español        | 32   | 16 | 10 | 2  | 4  | 27 | 19 | 8    |
| 5.º  | Defensores de Cambaceres | 25   | 15 | 8  | 1  | 6  | 29 | 24 | 5    |
| 6.º  | Estrella del Sur         | 24   | 16 | 8  | 0  | 8  | 25 | 27 | −2   |
| 7.º  | Claypole                 | 18   | 16 | 5  | 3  | 8  | 23 | 24 | −1   |
| 8.º  | El Porvenir              | 17   | 15 | 5  | 2  | 8  | 29 | 33 | −4   |
| 9.º  | Central Ballester        | 17   | 16 | 5  | 2  | 9  | 23 | 38 | −15  |
| 10.º | Berazategui              | 16   | 15 | 4  | 4  | 7  | 15 | 21 | −6   |
| 11.º | Cañuelas                 | 14   | 15 | 4  | 2  | 9  | 15 | 17 | −2   |
| 12.º | General Lamadrid         | 10   | 16 | 2  | 4  | 10 | 20 | 32 | −12  |
| 13.º | Victoriano Arenas        | 9    | 16 | 2  | 3  | 11 | 12 | 41 | −29  |

|  | El equipo que ocupe esta posición al finalizar la disputa clasificará a las semifinales de la fase final. |
|  | Los equipos que ocupen estas posiciones al finalizar la disputa clasificarán a la fase final.             |

#### Evolución de las posiciones
| Equipo / Fecha           | 1    | 2    | 3    | 4    | 5    | 6    | 7    | 8    | 9    | 10   | 11   | 12   | 13   | 14   | 15   | 16   | 17   | 18  | 19  | 20  | 21 | 22 | 23 | 24 | 25 | 26 |
| ------------------------ | ---- | ---- | ---- | ---- | ---- | ---- | ---- | ---- | ---- | ---- | ---- | ---- | ---- | ---- | ---- | ---- | ---- | --- | --- | --- | -- | -- | -- | -- | -- | -- |
| Berazategui              | 1.º  | 2.º  | 3.º  | 5.º  | 5.º  | 6.º  | 6.º  | 8.º  | 9.º  | 10.º | 7.º  | 8.º  | 10.º | 10.º | 9.º  | 10.º | 10.º |     |     |     |    |    |    |    |    |    |
| Camioneros               | 4.º  | 3.º  | 1.º  | 2.º  | 1.º  | 1.º  | 1.º  | 1.º  | 1.º  | 1.º  | 1.º  | 1.º  | 1.º  | 1.º  | 1.º  | 1.º  | 1.º  | 1.º | 1.º | 1.º |    |    |    |    |    |    |
| Cañuelas                 | -    | 11.º | 10.º | 6.º  | 8.º  | 9.º  | 7.º  | 6.º  | 7.º  | 8.º  | 10.º | 9.º  | 11.º | 11.º | 11.º | 11.º | 11.º |     |     |     |    |    |    |    |    |    |
| Central Ballester        | 10.º | 12.º | 8.º  | 10.º | 9.º  | 10.º | 9.º  | 7.º  | 8.º  | 7.º  | 9.º  | 7.º  | 8.º  | 9.º  | 8.º  | 9.º  | 9.º  |     |     |     |    |    |    |    |    |    |
| Claypole                 | 5.º  | 8.º  | 6.º  | 7.º  | 6.º  | 7.º  | 8.º  | 10.º | 10.º | 9.º  | 11.º | 11.º | 9.º  | 7.º  | 10.º | 7.º  | 7.º  |     |     |     |    |    |    |    |    |    |
| Defensores de Cambaceres | 3.º  | 5.º  | 4.º  | 1.º  | 3.º  | 5.º  | 5.º  | 5.º  | 5.º  | 5.º  | 5.º  | 5.º  | 5.º  | 5.º  | 5.º  | 5.º  | 5.º  |     |     |     |    |    |    |    |    |    |
| El Porvenir              | 5.º  | 7.º  | 9.º  | 11.º | 11.º | 12.º | 11.º | 12.º | 11.º | 11.º | 8.º  | 10.º | 7.º  | 8.º  | 7.º  | 8.º  | 8.º  |     |     |     |    |    |    |    |    |    |
| Deportivo Español        | 11.º | 6.º  | 5.º  | 3.º  | 2.º  | 2.º  | 2.º  | 2.º  | 3.º  | 3.º  | 2.º  | 2.º  | 2.º  | 3.º  | 4.º  | 4.º  | 4.º  |     |     |     |    |    |    |    |    |    |
| Estrella del Sur         | 11.º | 13.º | 13.º | 9.º  | 10.º | 8.º  | 10.º | 9.º  | 6.º  | 6.º  | 6.º  | 6.º  | 6.º  | 6.º  | 6.º  | 6.º  | 6.º  |     |     |     |    |    |    |    |    |    |
| General Lamadrid         | 9.º  | 8.º  | 11.º | 12.º | 12.º | 13.º | 13.º | 13.º | 13.º | 13.º | 12.º | 12.º | 12.º | 12.º | 12.º | 12.º | 12.º |     |     |     |    |    |    |    |    |    |
| Lugano                   | 1.º  | 1.º  | 2.º  | 4.º  | 4.º  | 4.º  | 4.º  | 4.º  | 4.º  | 4.º  | 4.º  | 4.º  | 4.º  | 4.º  | 3.º  | 3.º  | 3.º  |     |     |     |    |    |    |    |    |    |
| Victoriano Arenas        | 5.º  | 10.º | 11.º | 13.º | 13.º | 11.º | 12.º | 11.º | 12.º | 12.º | 13.º | 13.º | 13.º | 13.º | 13.º | 13.º | 13.º |     |     |     |    |    |    |    |    |    |
| Yupanqui                 | 5.º  | 4.º  | 7.º  | 8.º  | 7.º  | 3.º  | 3.º  | 3.º  | 2.º  | 2.º  | 3.º  | 3.º  | 3.º  | 2.º  | 2.º  | 2.º  | 2.º  |     |     |     |    |    |    |    |    |    |

1. 1 2  Tuvieron un partido pendiente entre la 5.ª y la 6.ª fecha.
2. 1 2  Tuvieron un partido pendiente entre la 4.ª y la 8.ª fecha.
3. 1 2  Tuvieron un partido pendiente entre la 5.ª y la 7.ª fecha.
4. 1 2  Tuvieron un partido pendiente entre la 8.ª y la 9.ª fecha.
5. 1 2  Tuvieron un partido pendiente entre la 5.ª y la 7.ª fecha.

#### Resultados
| Fecha 1                  | Fecha 1   | Fecha 1           | Fecha 1                            | Fecha 1     | Fecha 1 |
| Local                    | Resultado | Visitante         | Estadio                            | Fecha       | Hora    |
| ------------------------ | --------- | ----------------- | ---------------------------------- | ----------- | ------- |
| Estrella del Sur         | 0 - 3     | Berazategui       | Estadio Claudio Tapia              | 8 de abril  | 10:00   |
| Claypole                 | 2 - 2     | Victoriano Arenas | Predio Liar Sport                  | 8 de abril  | 15:00   |
| Camioneros               | 1 - 0     | Central Ballester | Predio de Camioneros               | 9 de abril  | 11:00   |
| El Porvenir              | 2 - 2     | Yupanqui          | Estadio Gildo Francisco Ghersinich | 9 de abril  | 11:00   |
| Defensores de Cambaceres | 2 - 1     | General Lamadrid  | Estadio 12 de Octubre              | 11 de abril | 9:30    |
| Deportivo Español        | 0 - 3     | Lugano            | Predio auxiliar                    | 11 de abril | 13:00   |
| Libre: Cañuelas          |           |                   |                                    |             |         |

| Fecha 2                         | Fecha 2   | Fecha 2           | Fecha 2                 | Fecha 2     | Fecha 2 |
| Local                           | Resultado | Visitante         | Estadio                 | Fecha       | Hora    |
| ------------------------------- | --------- | ----------------- | ----------------------- | ----------- | ------- |
| General Lamadrid                | 2 - 2     | El Porvenir       | Estadio Enrique Sexto   | 15 de abril | 14:00   |
| Yupanqui                        | 1 - 0     | Claypole          | Predio de Villegas      | 15 de abril | 15:00   |
| Victoriano Arenas               | 2 - 4     | Camioneros        | Estadio Saturnino Moure | 15 de abril | 15:00   |
| Berazategui                     | 1 - 0     | Cañuelas          | Predio auxiliar         | 15 de abril | 15:00   |
| Lugano                          | 3 - 1     | Estrella del Sur  | Predio auxiliar         | 17 de abril | 11:00   |
| Central Ballester               | 0 - 3     | Deportivo Español | Predio de Villegas      | 17 de abril | 12:00   |
| Libre: Defensores de Cambaceres |           |                   |                         |             |         |

| Fecha 3            | Fecha 3   | Fecha 3                  | Fecha 3                            | Fecha 3     | Fecha 3 |
| Local              | Resultado | Visitante                | Estadio                            | Fecha       | Hora    |
| ------------------ | --------- | ------------------------ | ---------------------------------- | ----------- | ------- |
| Camioneros         | 2 - 1     | Yupanqui                 | Predio Luis Guillón                | 22 de abril | 11:00   |
| Deportivo Español  | 1 - 0     | Victoriano Arenas        | Predio auxiliar                    | 22 de abril | 13:00   |
| Claypole           | 3 - 1     | General Lamadrid         | Predio de Claypole                 | 22 de abril | 15:00   |
| Cañuelas           | 1 - 1     | Lugano                   | Estadio Jorge Alfredo Arín         | 23 de abril | 12:00   |
| Estrella del Sur   | 2 - 3     | Central Ballester        | Estadio Claudio Tapia              | 23 de abril | 12:00   |
| El Porvenir        | 2 - 4     | Defensores de Cambaceres | Estadio Gildo Francisco Ghersinich | 24 de abril | 14:00   |
| Libre: Berazategui |           |                          |                                    |             |         |

| Fecha 4                  | Fecha 4   | Fecha 4           | Fecha 4               | Fecha 4     | Fecha 4 |
| Local                    | Resultado | Visitante         | Estadio               | Fecha       | Hora    |
| ------------------------ | --------- | ----------------- | --------------------- | ----------- | ------- |
| General Lamadrid         | 0 - 3     | Camioneros        | Predio CIRSE          | 29 de abril | 14:00   |
| Yupanqui                 | 1 - 3     | Deportivo Español | Predio de Liniers     | 29 de abril | 15:00   |
| Lugano                   | 2 - 2     | Berazategui       | Predio auxiliar       | 30 de abril | 11:00   |
| Defensores de Cambaceres | 2 - 0     | Claypole          | Estadio 12 de Octubre | 30 de abril | 14:00   |
| Central Ballester        | 2 - 5     | Cañuelas          | Predio de Liniers     | 30 de abril | 15:00   |
| Victoriano Arenas        | 0 - 1     | Estrella del Sur  | Predio de Liniers     | 2 de mayo   | 15:00   |
| Libre: El Porvenir       |           |                   |                       |             |         |

| Fecha 5           | Fecha 5   | Fecha 5                  | Fecha 5               | Fecha 5    | Fecha 5 |
| Local             | Resultado | Visitante                | Estadio               | Fecha      | Hora    |
| ----------------- | --------- | ------------------------ | --------------------- | ---------- | ------- |
| Estrella del Sur  | 0 - 2     | Yupanqui                 | Estadio Claudio Tapia | 6 de mayo  | 11:00   |
| Camioneros        | 4 - 0     | Defensores de Cambaceres | Predio de Camioneros  | 6 de mayo  | 11:00   |
| Claypole          | 4 - 2     | El Porvenir              | Predio Liar Sport     | 6 de mayo  | 15:00   |
| Berazategui       | 1 - 2     | Central Ballester        | Predio auxiliar       | 23 de mayo | 14:00   |
| Cañuelas          | 0 - 1     | Victoriano Arenas        | Predio auxiliar       | 30 de mayo | 10:00   |
| Deportivo Español | 1 - 0     | General Lamadrid         | Estadio Nueva España  | 5 de junio | 13:00   |
| Libre: Lugano     |           |                          |                       |            |         |

| Fecha 6                  | Fecha 6   | Fecha 6           | Fecha 6               | Fecha 6    | Fecha 6 |
| Local                    | Resultado | Visitante         | Estadio               | Fecha      | Hora    |
| ------------------------ | --------- | ----------------- | --------------------- | ---------- | ------- |
| Yupanqui                 | 1 - 0     | Cañuelas          | Predio de Liniers     | 13 de mayo | 11:00   |
| El Porvenir              | 1 - 3     | Camioneros        | Predio auxiliar       | 13 de mayo | 14:00   |
| Victoriano Arenas        | 1 - 1     | Berazategui       | Predio de Liniers     | 13 de mayo | 15:00   |
| Central Ballester        | 1 - 1     | Lugano            | Predio de Liniers     | 15 de mayo | 11:00   |
| Defensores de Cambaceres | 0 - 1     | Deportivo Español | Estadio 12 de Octubre | 15 de mayo | 14:00   |
| General Lamadrid         | 0 - 1     | Estrella del Sur  | Predio de Liniers     | 15 de mayo | 15:00   |
| Libre: Claypole          |           |                   |                       |            |         |

| Fecha 7                  | Fecha 7   | Fecha 7                  | Fecha 7                    | Fecha 7    | Fecha 7 |
| Local                    | Resultado | Visitante                | Estadio                    | Fecha      | Hora    |
| ------------------------ | --------- | ------------------------ | -------------------------- | ---------- | ------- |
| Berazategui              | 1 - 2     | Yupanqui                 | Predio auxiliar            | 21 de mayo | 14:00   |
| Camioneros               | 2 - 0     | Claypole                 | Predio de Camioneros       | 22 de mayo | 11:00   |
| Lugano                   | 4 - 1     | Victoriano Arenas        | Estadio José María Moraños | 22 de mayo | 11:00   |
| Estrella del Sur         | 1 - 3     | Defensores de Cambaceres | Estadio Claudio Tapia      | 22 de mayo | 12:00   |
| Deportivo Español        | 1 - 0     | El Porvenir              | Predio auxiliar            | 22 de mayo | 13:00   |
| Cañuelas                 | 2 - 1     | General Lamadrid         | Estadio Jorge Alfredo Arín | 22 de mayo | 15:00   |
| Libre: Central Ballester |           |                          |                            |            |         |

| Fecha 8                  | Fecha 8   | Fecha 8           | Fecha 8                            | Fecha 8     | Fecha 8 |
| Local                    | Resultado | Visitante         | Estadio                            | Fecha       | Hora    |
| ------------------------ | --------- | ----------------- | ---------------------------------- | ----------- | ------- |
| El Porvenir              | 2 - 3     | Estrella del Sur  | Estadio Gildo Francisco Ghersinich | 29 de mayo  | 14:00   |
| General Lamadrid         | 1 - 1     | Berazategui       | Predio de Liniers                  | 29 de mayo  | 14:00   |
| Yupanqui                 | 3 - 1     | Lugano            | Predio de Liniers                  | 30 de mayo  | 11:00   |
| Victoriano Arenas        | 0 - 2     | Central Ballester | Predio de Liniers                  | 3 de junio  | 11:00   |
| Defensores de Cambaceres | 0 - 2     | Cañuelas          | Estadio 12 de Octubre              | 5 de junio  | 15:00   |
| Claypole                 | 1 - 2     | Deportivo Español | Predio Liar Sport                  | 24 de junio | 15:00   |
| Libre: Camioneros        |           |                   |                                    |             |         |

| Fecha 9                  | Fecha 9   | Fecha 9                  | Fecha 9               | Fecha 9     | Fecha 9 |
| Local                    | Resultado | Visitante                | Estadio               | Fecha       | Hora    |
| ------------------------ | --------- | ------------------------ | --------------------- | ----------- | ------- |
| Berazategui              | 1 - 3     | Defensores de Cambaceres | Predio auxiliar       | 17 de junio | 14:00   |
| Estrella del Sur         | 5 - 2     | Claypole                 | Estadio Claudio Tapia | 17 de junio | 15:00   |
| Lugano                   | 4 - 3     | General Lamadrid         | Predio auxiliar       | 19 de junio | 11:00   |
| Central Ballester        | 1 - 2     | Yupanqui                 | Predio auxiliar       | 19 de junio | 12:00   |
| Deportivo Español        | 1 - 2     | Camioneros               | Predio auxiliar       | 19 de junio | 13:00   |
| Cañuelas                 | 1 - 2     | El Porvenir              | Predio auxiliar       | 19 de junio | 15:00   |
| Libre: Victoriano Arenas |           |                          |                       |             |         |

| Fecha 10                 | Fecha 10  | Fecha 10          | Fecha 10                           | Fecha 10    | Fecha 10 |
| Local                    | Resultado | Visitante         | Estadio                            | Fecha       | Hora     |
| ------------------------ | --------- | ----------------- | ---------------------------------- | ----------- | -------- |
| El Porvenir              | 3 - 1     | Berazategui       | Estadio Gildo Francisco Ghersinich | 24 de junio | 10:00    |
| Defensores de Cambaceres | 0 - 2     | Lugano            | Estadio 12 de Octubre              | 24 de junio | 14:00    |
| Camioneros               | 2 - 3     | Estrella del Sur  | Predio Luis Guillón                | 26 de junio | 11:00    |
| General Lamadrid         | 1 - 1     | Central Ballester | Predio de Liniers                  | 26 de junio | 11:00    |
| Claypole                 | 2 - 0     | Cañuelas          | Predio Liar Sport                  | 26 de junio | 15:00    |
| Yupanqui                 | 5 - 0     | Victoriano Arenas | Predio de Liniers                  | 26 de junio | 15:00    |
| Libre: Deportivo Español |           |                   |                                    |             |          |

| Fecha 11          | Fecha 11  | Fecha 11                 | Fecha 11              | Fecha 11   | Fecha 11 |
| Local             | Resultado | Visitante                | Estadio               | Fecha      | Hora     |
| ----------------- | --------- | ------------------------ | --------------------- | ---------- | -------- |
| Central Ballester | 3 - 6     | Defensores de Cambaceres | Predio de Liniers     | 1 de julio | 12:00    |
| Lugano            | 0 - 1     | El Porvenir              | José María Moraños    | 3 de julio | 11:00    |
| Estrella del Sur  | 1 - 3     | Deportivo Español        | Estadio Claudio Tapia | 3 de julio | 12:00    |
| Berazategui       | 1 - 0     | Claypole                 | Predio auxiliar       | 3 de julio | 14:00    |
| Victoriano Arenas | 0 - 4     | General Lamadrid         | Predio de Liniers     | 3 de julio | 15:00    |
| Cañuelas          | 1 - 2     | Camioneros               | Predio auxiliar       | 3 de julio | 15:00    |
| Libre: Yupanqui   |           |                          |                       |            |          |

| Fecha 12                 | Fecha 12  | Fecha 12          | Fecha 12                           | Fecha 12    | Fecha 12 |
| Local                    | Resultado | Visitante         | Estadio                            | Fecha       | Hora     |
| ------------------------ | --------- | ----------------- | ---------------------------------- | ----------- | -------- |
| El Porvenir              | 2 - 3     | Central Ballester | Estadio Gildo Francisco Ghersinich | 8 de julio  | 11:00    |
| Camioneros               | 3 - 0     | Berazategui       | Predio Luis Guillón                | 8 de julio  | 12:00    |
| Deportivo Español        | 0 - 0     | Cañuelas          | Predio auxiliar                    | 10 de julio | 13:00    |
| Defensores de Cambaceres | 3 - 0     | Victoriano Arenas | Estadio 12 de Octubre              | 10 de julio | 14:00    |
| Claypole                 | 0 - 1     | Lugano            | Predio Liar Sport                  | 10 de julio | 15:00    |
| General Lamadrid         | 1 - 1     | Yupanqui          | Predio de Liniers                  | 10 de julio | 15:00    |
| Libre: Estrella del Sur  |           |                   |                                    |             |          |

| Fecha 13                | Fecha 13  | Fecha 13                 | Fecha 13                   | Fecha 13    | Fecha 13 |
| Local                   | Resultado | Visitante                | Estadio                    | Fecha       | Hora     |
| ----------------------- | --------- | ------------------------ | -------------------------- | ----------- | -------- |
| Central Ballester       | 2 - 5     | Claypole                 | Predio de Liniers          | 15 de julio | 12:00    |
| Berazategui             | 1 - 3     | Deportivo Español        | Predio auxiliar            | 15 de julio | 14:00    |
| Yupanqui                | 2 - 1     | Defensores de Cambaceres | Predio de Liniers          | 17 de julio | 11:00    |
| Victoriano Arenas       | 1 - 4     | El Porvenir              | Predio de Liniers          | 17 de julio | 15:00    |
| Cañuelas                | 1 - 2     | Estrella del Sur         | Estadio Jorge Alfredo Arín | 17 de julio | 15:00    |
| Lugano                  | 1 - 1     | Camioneros               | Estadio José María Moraños | 18 de julio | 14:00    |
| Libre: General Lamadrid |           |                          |                            |             |          |

| Fecha 14          | Fecha 14  | Fecha 14                 | Fecha 14                   | Fecha 14    | Fecha 14 |
| Local             | Resultado | Visitante                | Estadio                    | Fecha       | Hora     |
| ----------------- | --------- | ------------------------ | -------------------------- | ----------- | -------- |
| Central Ballester | 0 - 2     | Camioneros               | Predio de Liniers          | 22 de julio | 12:00    |
| General Lamadrid  | 2 - 1     | Defensores de Cambaceres | Predio de Liniers          | 22 de julio | 15:00    |
| Yupanqui          | 4 - 0     | El Porvenir              | Predio de Liniers          | 24 de julio | 11:00    |
| Lugano            | 3 - 0     | Deportivo Español        | Estadio José María Moraños | 24 de julio | 12:00    |
| Berazategui       | 0 - 1     | Estrella del Sur         | Predio auxiliar            | 24 de julio | 14:00    |
| Victoriano Arenas | 0 - 0     | Claypole                 | Predio de Liniers          | 24 de julio | 15:00    |
| Libre: Cañuelas   |           |                          |                            |             |          |

| Fecha 15                        | Fecha 15  | Fecha 15          | Fecha 15                           | Fecha 15    | Fecha 15 |
| Local                           | Resultado | Visitante         | Estadio                            | Fecha       | Hora     |
| ------------------------------- | --------- | ----------------- | ---------------------------------- | ----------- | -------- |
| El Porvenir                     | 5 - 2     | General Lamadrid  | Estadio Gildo Francisco Ghersinich | 29 de julio | 10:00    |
| Claypole                        | 0 - 1     | Yupanqui          | Predio Liar Sport                  | 29 de julio | 11:00    |
| Camioneros                      | 5 - 0     | Victoriano Arenas | Predio Luis Guillón                | 29 de julio | 12:00    |
| Deportivo Español               | 2 - 3     | Central Ballester | Predio auxiliar                    | 31 de julio | 11:00    |
| Estrella del Sur                | 1 - 2     | Lugano            | Estadio Claudio Tapia              | 31 de julio | 12:00    |
| Cañuelas                        | 0 - 1     | Berazategui       | Predio auxiliar                    | 31 de julio | 15:00    |
| Libre: Defensores de Cambaceres |           |                   |                                    |             |          |

| Fecha 16                 | Fecha 16  | Fecha 16          | Fecha 16                   | Fecha 16    | Fecha 16 |
| Local                    | Resultado | Visitante         | Estadio                    | Fecha       | Hora     |
| ------------------------ | --------- | ----------------- | -------------------------- | ----------- | -------- |
| Yupanqui                 | 2 - 3     | Camioneros        | Predio de Liniers          | 5 de agosto | 11:00    |
| Victoriano Arenas        | 3 - 5     | Deportivo Español | Predio de Liniers          | 5 de agosto | 15:00    |
| Lugano                   | 1 - 0     | Cañuelas          | Estadio José María Moraños | 7 de agosto | 12:00    |
| Central Ballester        | 0 - 3     | Estrella del Sur  | Predio de Liniers          | 7 de agosto | 12:00    |
| Defensores de Cambaceres | 2 - 1     | El Porvenir       | Estadio 12 de Octubre      | 7 de agosto | 13:00    |
| General Lamadrid         | 0 - 2     | Claypole          | Predio de Liniers          | 7 de agosto | 15:00    |
| Libre: Berazategui       |           |                   |                            |             |          |

| Fecha 17           | Fecha 17  | Fecha 17                 | Fecha 17                   | Fecha 17     | Fecha 17 |
| Local              | Resultado | Visitante                | Estadio                    | Fecha        | Hora     |
| ------------------ | --------- | ------------------------ | -------------------------- | ------------ | -------- |
| Camioneros         | 3 - 1     | General Lamadrid         | Predio Luis Guillón        | 12 de agosto | 11:00    |
| Deportivo Español  | 1 - 1     | Yupanqui                 | Predio auxiliar            | 12 de agosto | 11:00    |
| Claypole           | 2 - 2     | Defensores de Cambaceres | Predio EPF                 | 12 de agosto | 12:00    |
| Estrella del Sur   | 0 - 1     | Victoriano Arenas        | Estadio Claudio Tapia      | 14 de agosto | 12:00    |
| Berazategui        | 0 - 0     | Lugano                   | Predio auxiliar            | 14 de agosto | 14:00    |
| Cañuelas           | 2 - 0     | Central Ballester        | Estadio Jorge Alfredo Arin | 14 de agosto | 15:00    |
| Libre: El Porvenir |           |                          |                            |              |          |

| Fecha 18      | Fecha 18  | Fecha 18  | Fecha 18 | Fecha 18    | Fecha 18    |
| Local         | Resultado | Visitante | Estadio  | Fecha       | Hora        |
| ------------- | --------- | --------- | -------- | ----------- | ----------- |
|               | -         |           |          | A confirmar | A confirmar |
|               | -         |           |          | A confirmar | A confirmar |
|               | -         |           |          | A confirmar | A confirmar |
|               | -         |           |          | A confirmar | A confirmar |
|               | -         |           |          | A confirmar | A confirmar |
|               | -         |           |          | A confirmar | A confirmar |
| Libre: Lugano |           |           |          |             |             |

### Zona 2

#### Tabla de posiciones
| Pos. | Equipo                | Pts. | PJ | PG | PE | PP | GF | GC | Dif. |
| ---- | --------------------- | ---- | -- | -- | -- | -- | -- | -- | ---- |
| 1.º  | Luján                 | 41   | 17 | 13 | 2  | 2  | 40 | 9  | 31   |
| 2.º  | Sportivo Barracas     | 35   | 16 | 11 | 2  | 3  | 56 | 10 | 46   |
| 3.º  | Argentino (R)         | 32   | 17 | 9  | 5  | 3  | 27 | 17 | 10   |
| 4.º  | Justo José de Urquiza | 30   | 17 | 9  | 3  | 5  | 36 | 22 | 14   |
| 5.º  | Ituzaingó             | 24   | 17 | 7  | 3  | 7  | 18 | 23 | −5   |
| 6.º  | Centro Español        | 23   | 17 | 7  | 2  | 8  | 25 | 35 | −10  |
| 7.º  | Deportivo Paraguayo   | 22   | 17 | 7  | 1  | 9  | 27 | 30 | −3   |
| 8.º  | Leandro N. Alem       | 22   | 17 | 7  | 1  | 9  | 16 | 21 | −5   |
| 9.º  | Muñiz                 | 18   | 17 | 5  | 3  | 9  | 22 | 37 | −15  |
| 10.º | Juventud Unida        | 15   | 17 | 4  | 3  | 10 | 20 | 42 | −22  |
| 11.º | Atlas                 | 13   | 17 | 4  | 1  | 12 | 24 | 48 | −24  |
| 12.º | Puerto Nuevo          | 11   | 16 | 1  | 8  | 7  | 12 | 29 | −17  |

|  | El equipo que ocupe esta posición al finalizar la disputa clasificará a las semifinales de la fase final. |
|  | Los equipos que ocupen estas posiciones al finalizar la disputa clasificarán a la fase final.             |

#### Evolución de las posiciones
| Equipo / Fecha        | 1    | 2    | 3    | 4    | 5    | 6    | 7    | 8    | 9    | 10   | 11   | 12   | 13   | 14   | 15   | 16   | 17   | 18 | 19 | 20 | 21 | 22 |
| --------------------- | ---- | ---- | ---- | ---- | ---- | ---- | ---- | ---- | ---- | ---- | ---- | ---- | ---- | ---- | ---- | ---- | ---- | -- | -- | -- | -- | -- |
| Argentino (R)         | 4.º  | 3.º  | 3.º  | 5.º  | 2.º  | 1.º  | 1.º  | 2.º  | 2.º  | 2.º  | 3.º  | 3.º  | 4.º  | 4.º  | 3.º  | 3.º  | 3.º  |    |    |    |    |    |
| Atlas                 | 9.º  | 8.º  | 9.º  | 11.º | 9.º  | 10.º | 9.º  | 10.º | 11.º | 9.º  | 10.º | 11.º | 9.º  | 10.º | 11.º | 11.º |      |    |    |    |    |    |
| Sportivo Barracas     | 7.º  | 5.º  | 4.º  | 3.º  | 1.º  | 2.º  | 2.º  | 4.º  | 4.º  | 3.º  | 2.º  | 2.º  | 2.º  | 2.º  | 2.º  | 2.º  | 2.º  |    |    |    |    |    |
| Deportivo Paraguayo   | 10.º | 9.º  | 10.º | 8.º  | 8.º  | 7.º  | 7.º  | 6.º  | 6.º  | 6.º  | 6.º  | 5.º  | 7.º  | 6.º  | 8.º  | 7.º  | 7.º  |    |    |    |    |    |
| Centro Español        | 12.º | 11.º | 11.º | 9.º  | 12.º | 12.º | 12.º | 12.º | 12.º | 11.º | 9.º  | 8.º  | 8.º  | 8.º  | 6.º  | 6.º  | 6.º  |    |    |    |    |    |
| Ituzaingó             | 2.º  | 7.º  | 6.º  | 4.º  | 5.º  | 6.º  | 6.º  | 5.º  | 7.º  | 7.º  | 7.º  | 6.º  | 6.º  | 7.º  | 5.º  | 5.º  | 5.º  |    |    |    |    |    |
| Justo José de Urquiza | 2.º  | 1.º  | 1.º  | 1.º  | 4.º  | 4.º  | 3.º  | 3.º  | 3.º  | 4.º  | 4.º  | 4.º  | 3.º  | 3.º  | 4.º  | 4.º  | 4.º  |    |    |    |    |    |
| Juventud Unida        | 8.º  | 12.º | 12.º | 12.º | 10.º | 9.º  | 10.º | 8.º  | 8.º  | 10.º | 11.º | 10.º | 11.º | 11.º | 9.º  | 10.º | 10.º |    |    |    |    |    |
| Leandro N. Alem       | 1.º  | 2.º  | 5.º  | 6.º  | 6.º  | 5.º  | 5.º  | 7.º  | 5.º  | 5.º  | 5.º  | 7.º  | 5.º  | 5.º  | 7.º  | 8.º  | 8.º  |    |    |    |    |    |
| Luján                 | 6.º  | 4.º  | 2.º  | 2.º  | 3.º  | 3.º  | 4.º  | 1.º  | 1.º  | 1.º  | 1.º  | 1.º  | 1.º  | 1.º  | 1.º  | 1.º  | 1.º  |    |    |    |    |    |
| Muñiz                 | 10.º | 9.º  | 8.º  | 10.º | 11.º | 11.º | 11.º | 11.º | 9.º  | 8.º  | 8.º  | 9.º  | 10.º | 9.º  | 10.º | 9.º  | 9.º  |    |    |    |    |    |
| Puerto Nuevo          | 5.º  | 6.º  | 7.º  | 7.º  | 7.º  | 8.º  | 8.º  | 9.º  | 10.º | 12.º | 12.º | 12.º | 12.º | 12.º | 12.º | 12.º |      |    |    |    |    |    |

1. 1 2  Tuvieron un partido pendiente entre la 2.ª y la 5.ª fecha.
2. 1 2  Tuvieron un partido pendiente en la 5.ª fecha.
3. 1 2  Tuvieron un partido pendiente entre la 7.ª y la 9.ª fecha.
4. 1 2  Tuvieron un partido pendiente entre la 2.ª y la 9.ª fecha.
5. 1 2  Tuvieron un partido pendiente entre la 5.ª y la 7.ª fecha.
6. 1 2  Tuvieron un partido pendiente entre la 5.ª y la 7.ª fecha.
7. 1 2  Tuvieron un partido pendiente en la 7.ª fecha.

#### Resultados
| Fecha 1               | Fecha 1   | Fecha 1             | Fecha 1                    | Fecha 1     | Fecha 1 |
| Local                 | Resultado | Visitante           | Estadio                    | Fecha       | Hora    |
| --------------------- | --------- | ------------------- | -------------------------- | ----------- | ------- |
| Juventud Unida        | 1 - 2     | Puerto Nuevo        | Predio Los Indios          | 9 de abril  | 10:00   |
| Justo José de Urquiza | 3 - 1     | Deportivo Paraguayo | Predio auxiliar            | 9 de abril  | 14:00   |
| Argentino (R)         | 3 - 2     | Sportivo Barracas   | Estadio José Martín Olaeta | 9 de abril  | 15:00   |
| Leandro N. Alem       | 4 - 0     | Centro Español      | Estadio Leandro N. Alem    | 10 de abril | 12:00   |
| Ituzaingó             | 3 - 1     | Muñiz               | Ciudad Deportiva           | 10 de abril | 14:00   |
| Atlas                 | 0 - 1     | Luján               | Predio de La Catedral      | 11 de abril | 12:00   |

| Fecha 2               | Fecha 2   | Fecha 2         | Fecha 2                       | Fecha 2     | Fecha 2 |
| Local                 | Resultado | Visitante       | Estadio                       | Fecha       | Hora    |
| --------------------- | --------- | --------------- | ----------------------------- | ----------- | ------- |
| Sportivo Barracas     | 6 - 1     | Juventud Unida  | Predio Suterh                 | 15 de abril | 9:00    |
| Puerto Nuevo          | 0 - 1     | Leandro N. Alem | Estadio Ruben Vallejos        | 15 de abril | 11:00   |
| Luján                 | 1 - 1     | Argentino (R)   | Estadio 1 de Abril            | 15 de abril | 12:00   |
| Centro Español        | 0 - 3     | Muñiz           | Predio de La Catedral         | 17 de abril | 10:00   |
| Deportivo Paraguayo   | 0 - 1     | Atlas           | Predio de Deportivo Paraguayo | 17 de abril | 11:00   |
| Justo José de Urquiza | 3 - 0     | Ituzaingó       | Predio auxiliar               | 17 de abril | 14:00   |

| Fecha 3         | Fecha 3   | Fecha 3               | Fecha 3                       | Fecha 3     | Fecha 3 |
| Local           | Resultado | Visitante             | Estadio                       | Fecha       | Hora    |
| --------------- | --------- | --------------------- | ----------------------------- | ----------- | ------- |
| Juventud Unida  | 1 - 4     | Luján                 | Predio Los Indios             | 22 de abril | 11:00   |
| Leandro N. Alem | 1 - 2     | Sportivo Barracas     | Estadio Leandro N. Alem       | 22 de abril | 12:00   |
| Atlas           | 3 - 4     | Justo José de Urquiza | Predio de La Catedral         | 22 de abril | 12:00   |
| Ituzaingó       | 2 - 0     | Centro Español        | Estadio Carlos Alberto Sacaan | 22 de abril | 14:00   |
| Argentino (R)   | 1 - 0     | Deportivo Paraguayo   | Estadio José Martín Olaeta    | 22 de abril | 15:00   |
| Muñiz           | 0 - 0     | Puerto Nuevo          | Predio de Unión del Viso      | 24 de abril | 9:00    |

| Fecha 4               | Fecha 4   | Fecha 4         | Fecha 4                        | Fecha 4     | Fecha 4 |
| Local                 | Resultado | Visitante       | Estadio                        | Fecha       | Hora    |
| --------------------- | --------- | --------------- | ------------------------------ | ----------- | ------- |
| Sportivo Barracas     | 5 - 0     | Muñiz           | Predio suterh                  | 29 de abril | 9:00    |
| Luján                 | 2 - 0     | Leandro N. Alem | Estadio 1 de Abril             | 29 de abril | 10:00   |
| Puerto Nuevo          | 1 - 1     | Centro Español  | Estadio Rubén Vallejos         | 29 de abril | 10:00   |
| Atlas                 | 1 - 2     | Ituzaingó       | Predio de La Catedral          | 29 de abril | 12:00   |
| Deportivo Paraguayo   | 5 - 0     | Juventud Unida  | Estadio de Deportivo Paraguayo | 29 de abril | 15:00   |
| Justo José de Urquiza | 2 - 2     | Argentino (R)   | Predio auxiliar                | 30 de abril | 14:00   |

| Fecha 5         | Fecha 5   | Fecha 5               | Fecha 5                      | Fecha 5    | Fecha 5 |
| Local           | Resultado | Visitante             | Estadio                      | Fecha      | Hora    |
| --------------- | --------- | --------------------- | ---------------------------- | ---------- | ------- |
| Juventud Unida  | 3 - 1     | Justo José de Urquiza | Estadio Ciudad de San Miguel | 6 de mayo  | 12:00   |
| Argentino (R)   | 3 - 1     | Atlas                 | Estadio José Martín Olaeta   | 7 de mayo  | 14:00   |
| Centro Español  | 0 - 11    | Sportivo Barracas     | Predio de La Catedral        | 8 de mayo  | 11:00   |
| Leandro N. Alem | 3 - 1     | Deportivo Paraguayo   | Estadio Leandro N. Alem      | 13 de mayo | 12:00   |
| Muñiz           | 3 - 5     | Luján                 | Predio de Unión del Viso     | 30 de mayo | 10:00   |
| Ituzaingó       | 3 - 1     | Puerto Nuevo          | Ciudad Deportiva             | 3 de junio | 14:00   |

| Fecha 6               | Fecha 6   | Fecha 6         | Fecha 6                        | Fecha 6    | Fecha 6 |
| Local                 | Resultado | Visitante       | Estadio                        | Fecha      | Hora    |
| --------------------- | --------- | --------------- | ------------------------------ | ---------- | ------- |
| Sportivo Barracas     | 1 - 1     | Puerto Nuevo    | Predio Suterh                  | 13 de mayo | 9:00    |
| Atlas                 | 2 - 4     | Juventud Unida  | Predio de La Catedral          | 13 de mayo | 12:00   |
| Argentino (R)         | 2 - 0     | Ituzaingó       | Estadio José Martín Olaeta     | 13 de mayo | 14:00   |
| Luján                 | 3 - 0     | Centro Español  | Estadio 1 de Abril             | 15 de mayo | 10:00   |
| Deportivo Paraguayo   | 4 - 2     | Muñiz           | Estadio de Deportivo Paraguayo | 15 de mayo | 11:00   |
| Justo José de Urquiza | 2 - 1     | Leandro N. Alem | Predio auxiliar                | 15 de mayo | 14:00   |

| Fecha 7         | Fecha 7   | Fecha 7               | Fecha 7                      | Fecha 7    | Fecha 7 |
| Local           | Resultado | Visitante             | Estadio                      | Fecha      | Hora    |
| --------------- | --------- | --------------------- | ---------------------------- | ---------- | ------- |
| Muñiz           | 1 - 3     | Justo José de Urquiza | Predio de Unión del Viso     | 22 de mayo | 9:00    |
| Centro Español  | 0 - 3     | Deportivo Paraguayo   | Predio de Liniers            | 22 de mayo | 11:00   |
| Leandro N. Alem | 0 - 1     | Atlas                 | Estadio Leandro N. Alem      | 22 de mayo | 12:00   |
| Ituzaingó       | 0 - 4     | Sportivo Barracas     | Ciudad Deportiva             | 22 de mayo | 14:00   |
| Juventud Unida  | 2 - 3     | Argentino (R)         | Estadio Ciudad de San Miguel | 22 de mayo | 14:00   |
| Puerto Nuevo    | 0 - 3     | Luján                 | Predio auxiliar              | 5 de junio | 10:00   |

| Fecha 8               | Fecha 8   | Fecha 8           | Fecha 8                      | Fecha 8    | Fecha 8 |
| Local                 | Resultado | Visitante         | Estadio                      | Fecha      | Hora    |
| --------------------- | --------- | ----------------- | ---------------------------- | ---------- | ------- |
| Deportivo Paraguayo   | 1 - 0     | Puerto Nuevo      | Predio auxiliar              | 29 de mayo | 11:00   |
| Juventud Unida        | 4 - 2     | Ituzaingó         | Estadio Ciudad de San Miguel | 29 de mayo | 14:00   |
| Justo José de Urquiza | 2 - 1     | Centro Español    | Predio auxiliar              | 29 de mayo | 14:00   |
| Luján                 | 2 - 0     | Sportivo Barracas | Predio auxiliar              | 3 de junio | 11:00   |
| Atlas                 | 0 - 3     | Muñiz             | Predio de Unión Ferroviaria  | 3 de junio | 12:00   |
| Argentino (R)         | 1 - 0     | Leandro N. Alem   | Estadio José Martín Olaeta   | 3 de junio | 14:00   |

| Fecha 9           | Fecha 9   | Fecha 9               | Fecha 9                  | Fecha 9     | Fecha 9 |
| Local             | Resultado | Visitante             | Estadio                  | Fecha       | Hora    |
| ----------------- | --------- | --------------------- | ------------------------ | ----------- | ------- |
| Sportivo Barracas | 4 - 0     | Deportivo Paraguayo   | Predio Suterh            | 17 de junio | 9:00    |
| Centro Español    | 7 - 0     | Atlas                 | Predio de Liniers        | 17 de junio | 11:00   |
| Muñiz             | 1 - 5     | Argentino (R)         | Predio de Unión del Viso | 17 de junio | 12:00   |
| Puerto Nuevo      | 0 - 4     | Justo José de Urquiza | Estadio Rubén Vallejos   | 19 de junio | 11:00   |
| Leandro N. Alem   | 1 - 0     | Juventud Unida        | Estadio Leandro N. Alem  | 19 de junio | 12:00   |
| Ituzaingó         | 0 - 2     | Luján                 | Predio auxiliar          | 19 de junio | 15:00   |

| Fecha 10              | Fecha 10  | Fecha 10          | Fecha 10                    | Fecha 10    | Fecha 10 |
| Local                 | Resultado | Visitante         | Estadio                     | Fecha       | Hora     |
| --------------------- | --------- | ----------------- | --------------------------- | ----------- | -------- |
| Deportivo Paraguayo   | 1 - 0     | Luján             | Predio auxiliar             | 24 de junio | 10:00    |
| Leandro N. Alem       | 1 - 0     | Ituzaingó         | Estadio Leandro N. Alem     | 24 de junio | 12:00    |
| Juventud Unida        | 0 - 2     | Muñiz             | Predio Los Indios           | 24 de junio | 12:00    |
| Atlas                 | 7 - 1     | Puerto Nuevo      | Predio de Unión Ferroviaria | 24 de junio | 12:00    |
| Justo José de Urquiza | 0 - 4     | Sportivo Barracas | Predio auxiliar             | 26 de junio | 12:00    |
| Argentino (R)         | 0 - 1     | Centro Español    | Estadio José Martín Olaeta  | 30 de junio | 15:00    |

| Fecha 11          | Fecha 11  | Fecha 11              | Fecha 11                      | Fecha 11   | Fecha 11 |
| Local             | Resultado | Visitante             | Estadio                       | Fecha      | Hora     |
| ----------------- | --------- | --------------------- | ----------------------------- | ---------- | -------- |
| Luján             | 1 - 1     | Justo José de Urquiza | Predio auxiliar               | 1 de julio | 10:00    |
| Muñiz             | 0 - 0     | Leandro N. Alem       | Predio de Unión del Viso      | 1 de julio | 10:00    |
| Sportivo Barracas | 5 - 0     | Atlas                 | Predio Suterh                 | 3 de julio | 9:00     |
| Centro Español    | 8 - 0     | Juventud Unida        | Predio de La Catedral         | 3 de julio | 12:00    |
| Ituzaingó         | 1 - 0     | Deportivo Paraguayo   | Estadio Carlos Alberto Sacaan | 3 de julio | 14:00    |
| Puerto Nuevo      | 2 - 2     | Argentino (R)         | Estadio Ruben Vallejos        | 3 de julio | 15:30    |

| Fecha 12            | Fecha 12  | Fecha 12              | Fecha 12                      | Fecha 12    | Fecha 12 |
| Local               | Resultado | Visitante             | Estadio                       | Fecha       | Hora     |
| ------------------- | --------- | --------------------- | ----------------------------- | ----------- | -------- |
| Muñiz               | 1 - 2     | Ituzaingó             | Predio de Unión del Viso      | 8 de julio  | 12:00    |
| Sportivo Barracas   | 1 - 0     | Argentino (R)         | Predio Suterh                 | 8 de julio  | 13:00    |
| Puerto Nuevo        | 1 - 1     | Juventud Unida        | Estadio Ruben Vallejos        | 8 de julio  | 15:30    |
| Centro Español      | 1 - 0     | Leandro N. Alem       | Predio de Liniers             | 10 de julio | 11:00    |
| Luján               | 5 - 0     | Atlas                 | Predio de Luján               | 10 de julio | 11:00    |
| Deportivo Paraguayo | 3 - 2     | Justo José de Urquiza | Predio de Deportivo Paraguayo | 10 de julio | 11:00    |

| Fecha 13        | Fecha 13  | Fecha 13              | Fecha 13                    | Fecha 13    | Fecha 13 |
| Local           | Resultado | Visitante             | Estadio                     | Fecha       | Hora     |
| --------------- | --------- | --------------------- | --------------------------- | ----------- | -------- |
| Muñiz           | 0 - 2     | Centro Español        | Predio de Unión del Viso    | 15 de julio | 11:00    |
| Atlas           | 6 - 0     | Deportivo Paraguayo   | Predio de Unión Ferroviaria | 15 de julio | 12:00    |
| Leandro N. Alem | 2 - 1     | Puerto Nuevo          | Estadio Leandro N. Alem     | 15 de julio | 12:00    |
| Argentino (R)   | 0 - 3     | Luján                 | Estadio José Martín Olaeta  | 15 de julio | 14:00    |
| Ituzaingó       | 0 - 0     | Justo José de Urquiza | Ciudad Deportiva            | 18 de julio | 13:00    |
| Juventud Unida  | 0 - 0     | Sportivo Barracas     | Predio Los Indios           | 18 de julio | 13:00    |

| Fecha 14              | Fecha 14  | Fecha 14        | Fecha 14               | Fecha 14    | Fecha 14 |
| Local                 | Resultado | Visitante       | Estadio                | Fecha       | Hora     |
| --------------------- | --------- | --------------- | ---------------------- | ----------- | -------- |
| Centro Español        | 1 - 0     | Ituzaingó       | Predio de La Catedral  | 22 de julio | 11:00    |
| Lujan                 | 2 - 0     | Juventud Unida  | Predio auxiliar        | 22 de julio | 11:00    |
| Deportivo Paraguayo   | 1 - 1     | Argentino (R)   | Predio auxiliar        | 22 de julio | 13:00    |
| Sportivo Barracas     | 5 - 0     | Leandro N. Alem | Predio Suterh          | 24 de julio | 9:30     |
| Justo José de Urquiza | 8 - 0     | Atlas           | Predio auxiliar        | 24 de julio | 14:00    |
| Puerto Nuevo          | 0 - 0     | Muñiz           | Estadio Ruben Vallejos | 24 de julio | 15:00    |

| Fecha 15        | Fecha 15  | Fecha 15              | Fecha 15                   | Fecha 15    | Fecha 15 |
| Local           | Resultado | Visitante             | Estadio                    | Fecha       | Hora     |
| --------------- | --------- | --------------------- | -------------------------- | ----------- | -------- |
| Muñiz           | 0 - 5     | Sportivo Barracas     | Predio de Unión del Viso   | 29 de julio | 10:00    |
| Leandro N. Alem | 0 - 1     | Luján                 | Estadio Leandro N. Alem    | 29 de julio | 14:00    |
| Centro Español  | 1 - 1     | Puerto Nuevo          | Predio de La Catedral      | 31 de julio | 10:00    |
| Ituzaingó       | 2 - 1     | Atlas                 | Ciudad Deportiva           | 31 de julio | 14:00    |
| Argentino (R)   | 1 - 0     | Justo José de Urquiza | Estadio José Martín Olaeta | 31 de julio | 14:00    |
| Juventud Unida  | 2 - 1     | Deportivo Paraguayo   | Predio Los Indios          | 31 de julio | 14:00    |

| Fecha 16              | Fecha 16  | Fecha 16        | Fecha 16                      | Fecha 16    | Fecha 16 |
| Local                 | Resultado | Visitante       | Estadio                       | Fecha       | Hora     |
| --------------------- | --------- | --------------- | ----------------------------- | ----------- | -------- |
| Sportivo Barracas     | 1 - 2     | Centro Español  | Predio Suterh                 | 5 de agosto | 9:30     |
| Deportivo Paraguayo   | 4 - 1     | Leandro N. Alem | Predio de Deportivo Paraguayo | 5 de agosto | 11:00    |
| Atlas                 | 0 - 2     | Argentino (R)   | Predio de Unión Ferroviaria   | 5 de agosto | 12:00    |
| Luján                 | 1 - 2     | Muñiz           | Predio de Luján               | 7 de agosto | 10:00    |
| Justo José de Urquiza | 1 - 0     | Juventud Unida  | Predio auxiliar               | 7 de agosto | 14:00    |
| Puerto Nuevo          | 1 - 1     | Ituzaingó       | Estadio Ruben Vallejos        | 7 de agosto | 15:00    |

| Fecha 17        | Fecha 17  | Fecha 17              | Fecha 17                      | Fecha 17     | Fecha 17 |
| Local           | Resultado | Visitante             | Estadio                       | Fecha        | Hora     |
| --------------- | --------- | --------------------- | ----------------------------- | ------------ | -------- |
| Muñiz           | 3 - 2     | Deportivo Paraguayo   | Predio de Unión del Viso      | 12 de agosto | 10:00    |
| Juventud Unida  | 1 - 1     | Atlas                 | Predio Los Indios             | 12 de agosto | 12:00    |
| Centro Español  | 0 - 4     | Luján                 | Predio auxiliar               | 14 de agosto | 9:30     |
| Puerto Nuevo    | -         | Sportivo Barracas     | Estadio Ruben Vallejos        | 14 de agosto | 10:00    |
| Leandro N. Alem | 1 - 0     | Justo José de Urquiza | Estadio Leandro N. Alem       | 14 de agosto | 12:00    |
| Ituzaingó       | 0 - 0     | Argentino (R)         | Estadio Carlos Alberto Sacaan | 14 de agosto | 14:00    |

| Fecha 18 | Fecha 18  | Fecha 18  | Fecha 18 | Fecha 18    | Fecha 18    |
| Local    | Resultado | Visitante | Estadio  | Fecha       | Hora        |
| -------- | --------- | --------- | -------- | ----------- | ----------- |
|          | -         |           |          | A confirmar | A confirmar |
|          | -         |           |          | A confirmar | A confirmar |
|          | -         |           |          | A confirmar | A confirmar |
|          | -         |           |          | A confirmar | A confirmar |
|          | -         |           |          | A confirmar | A confirmar |
|          | -         |           |          | A confirmar | A confirmar |